# 中国铁路25G型客车

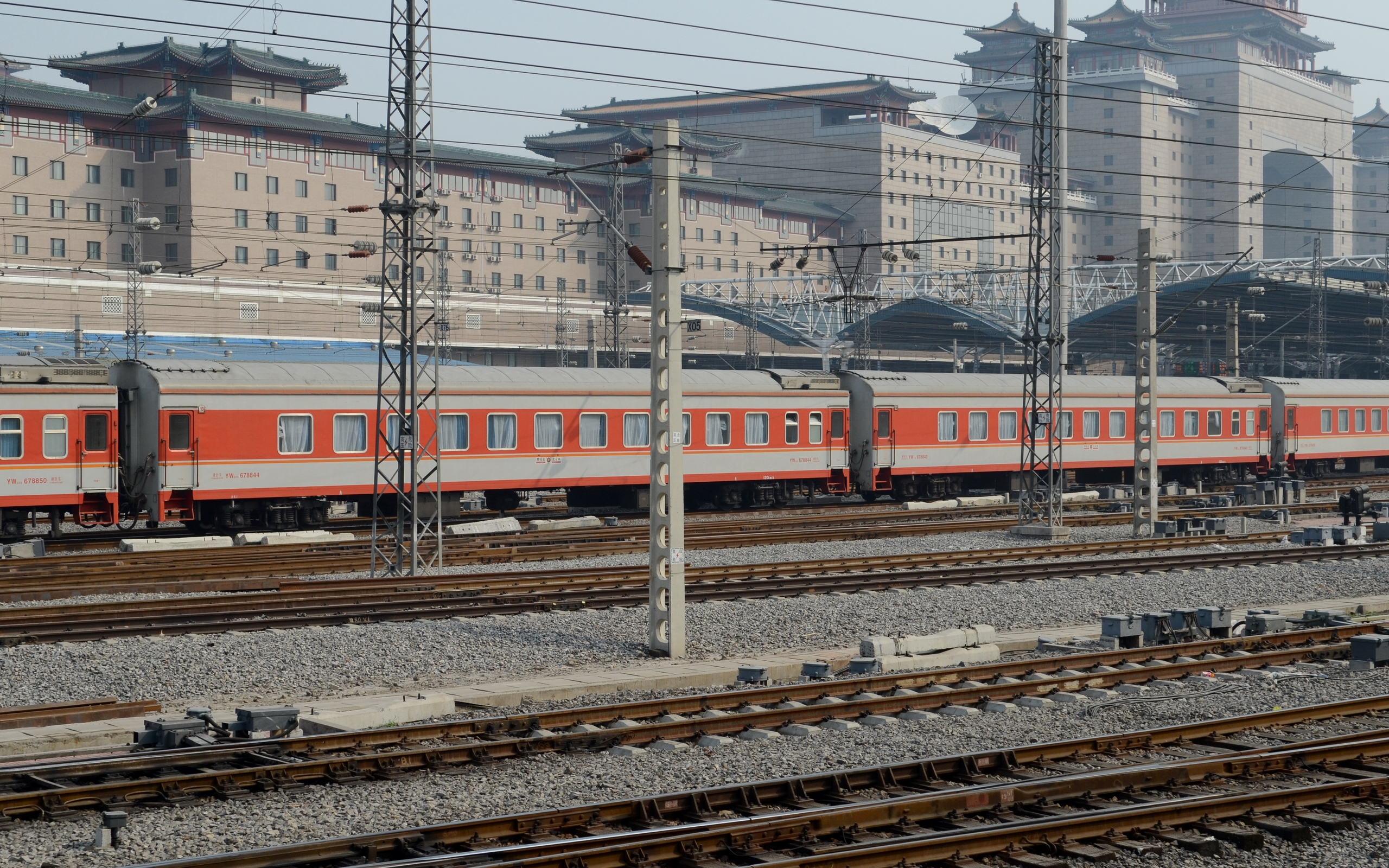
北京西至攀枝花K117次列车编组的25G型客车进入北京西客站

25G型客车，是中国铁路的空调铁路客车型号之一，分为普通型及国际联运型。

## 概要
25G型客车（G代表改進型，汉语拼音：GaiJin）是25A型客车的改进型。1991年，在168辆25A型新型空调客车试制和应用成功后，铁道部再次提出生产“升级换代产品 25.5米 空调和非空调客车”的要求。长春客车厂（今为长春轨道客车股份有限公司）在25A型客车的基础上研制了25G型空调客车，而25B型客车则是同在25A型客车的基础上研制的非空调客车。25G型客车设计技术条件与25A型相同，同样的无中梁薄壁筒形整体承载车体结构，平板无压筋侧墙，在车顶设置集中单元式空调装置，并使用空调发电车集中供电，三相四线制AC380V交流电供电模式。25G型在保证质量及性能前提下，生产材料和设备档次稍作下调，将25A型客车组件国产化，例如采用国产空调机组和电器控制柜，以降低成本。最初采用206G型、209G型转向架，构造速度为140公里/小时，最大允许速度是120公里/小时，这是因为需要满足平直道上重车达到800米紧急制动距离要求（25A/B/G型时速为140公里时，紧急制动距离为1200米）。最大编组数20辆。
25G型客车在1992年起生产，包括有硬座车（YZ）、软座车（RZ）、硬卧车（YW）、软卧车（RW）、餐车（CA）、空调发电车（KD）、行李车（XL）等种类。25G型客車的主要制造厂商包括长春轨道客车、唐山軌道客車、四方機車車輛厂和南京浦鎮車輛廠，另外长沙重型机械厂也曾经生产过少量25G型客车。在歷年生產中對转向架和車體作出過多次改進，例如密閉式塞拉门、內翻式車窗、密封式風擋等，后期型供电形式由发电车集中供电改用机车供电系统。
中国铁路25G型客車的早期标准涂装主色调为橘红色和白色，因此也俗称“红皮车”。25G型客车也有属于地方铁路的其他色调的涂装，但并不普遍，比如一些25G型客车采用蓝色色调的涂装，如金温铁路就使用类似于25K的涂装，而不是中国铁路25G型客车的橘红色色调标准涂装。
据中国铁路总公司运输局要求，2015年1月1日后竣工的新造25G型客车及厂修、段修25G型客车，采用以橄榄绿为主色的涂装方案，通过腰饰带两端形状的淡黄色块数量区别不同的车型。目前25G型客车标准涂装以绿色为底色，车窗上下侧分别喷印黄色条带，其中，国内版本为车窗上侧黄色条带宽度相等，车窗下侧黄色条带靠近车门部分较车厢中部部分偏细，粗、细黄色条带间使用3个黄色色块过渡；国际联运版本则为车窗上侧与车窗下侧的黄色条带宽度均相等且连续，与25B型、25T型和19型旧涂装类似。
自2019年起呼伦贝尔号、丝路梦享号、熊猫专列、林都号、伊春号、星光澜湄号、大河之南号等高端旅游列车陆续在中国铁路上线运营，该类列车普遍使用中国铁路25G型客车进行改造，其中一些软卧车启用59xxxx号段。

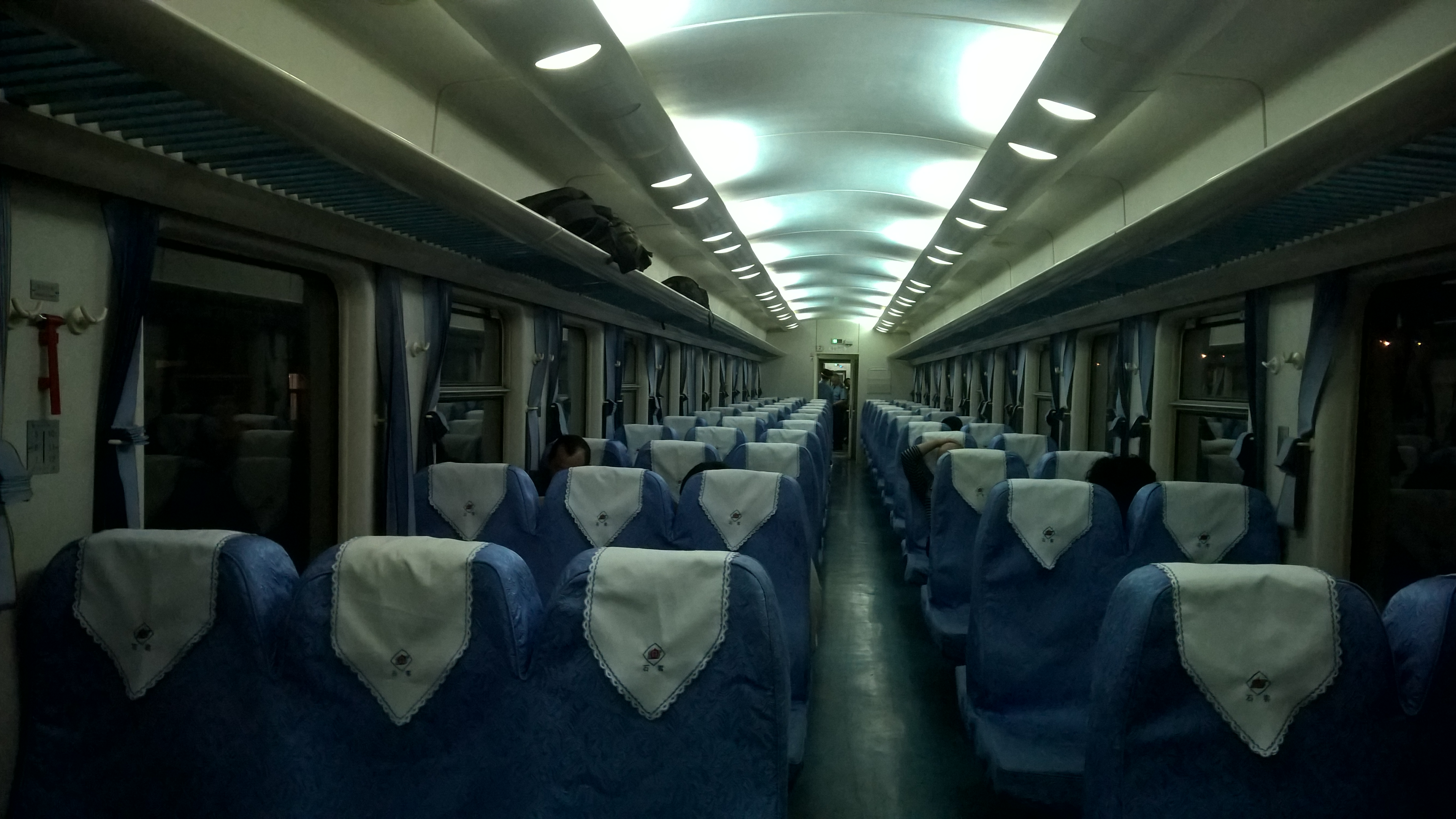
YZ25G车厢内部
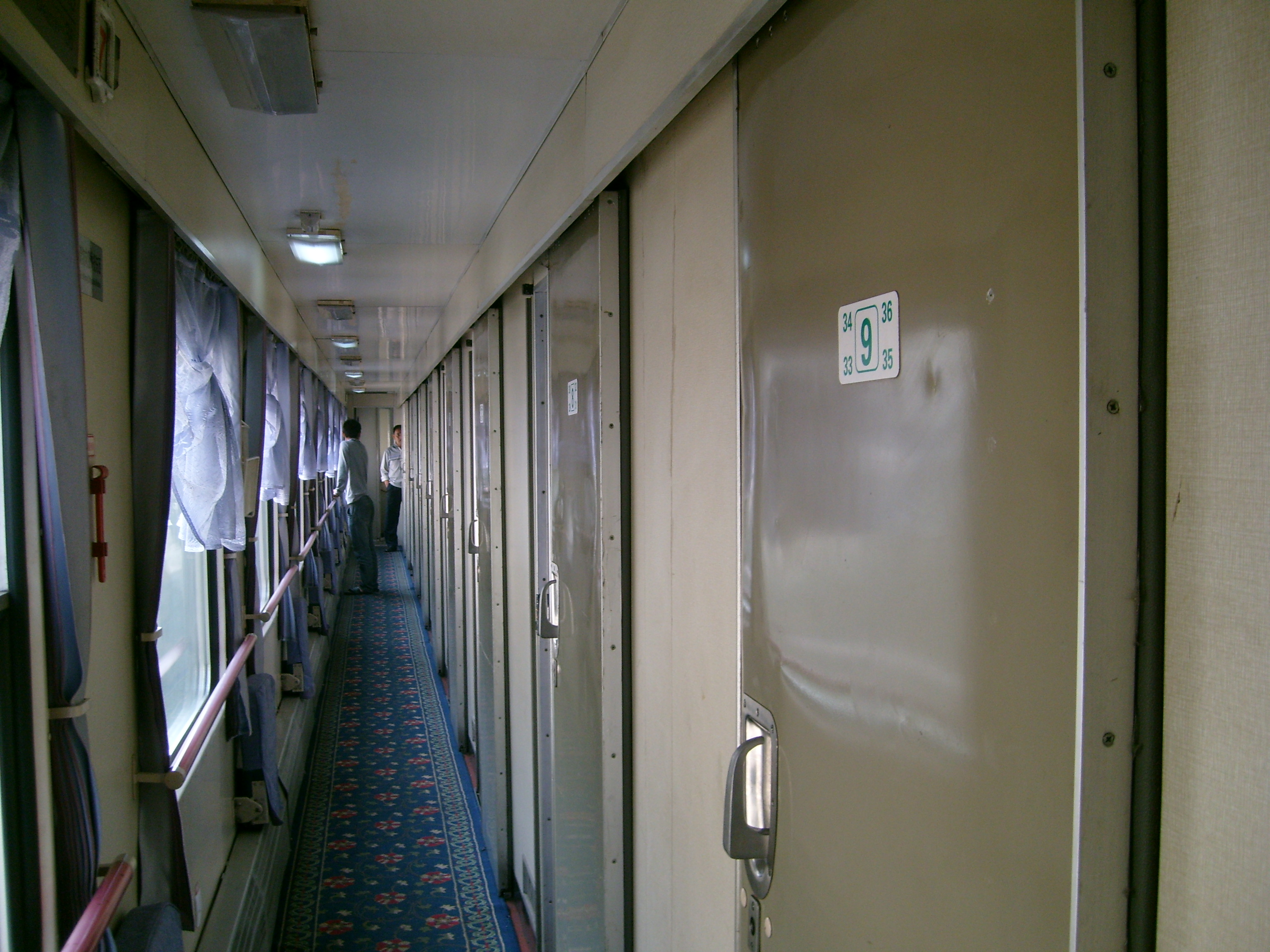
前期型RW25G软卧车厢内部
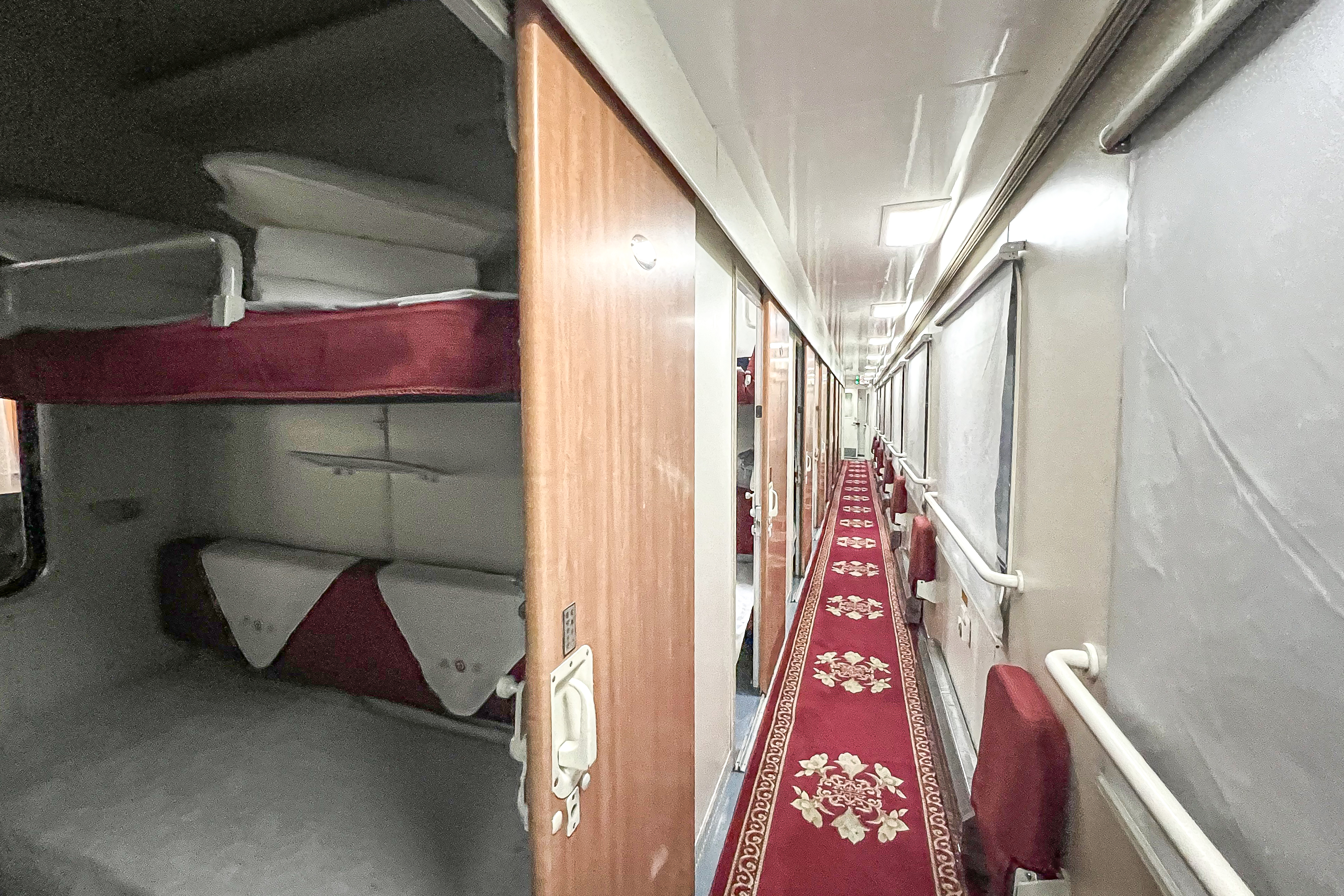
后期型RW25G软卧车厢内部
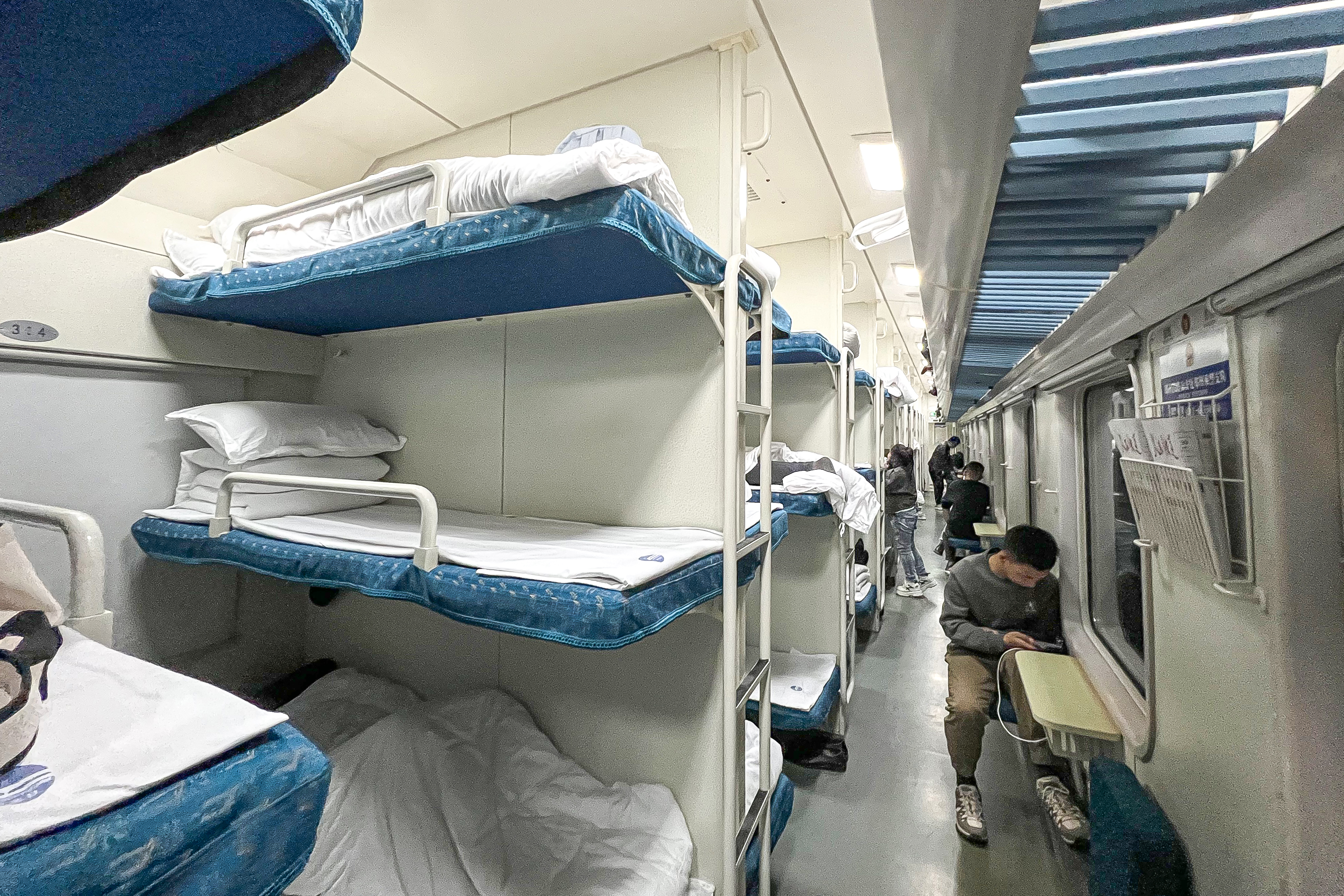
后期型YW25G硬卧车厢内部
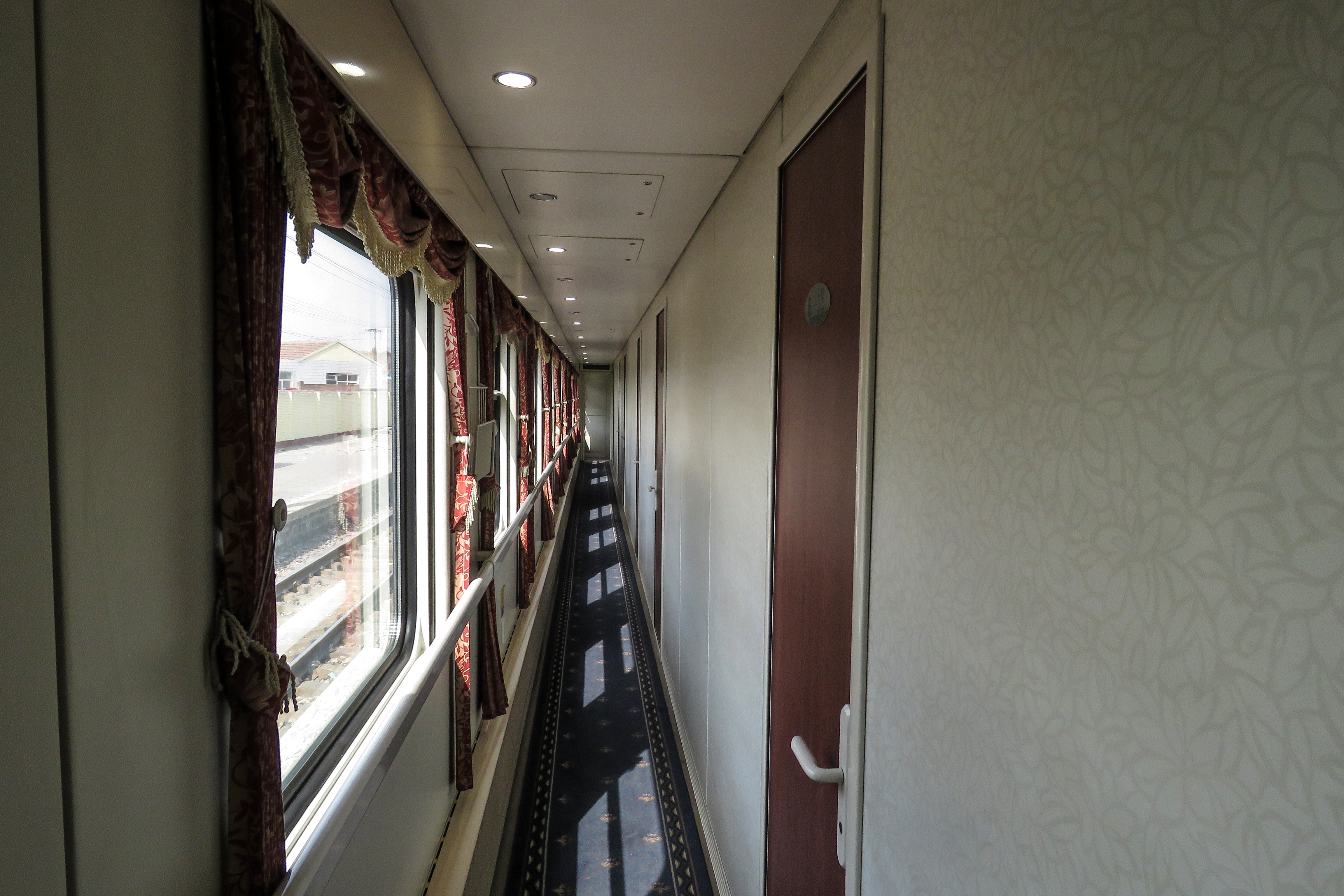
国际联运型RW25G高级软卧车厢走廊
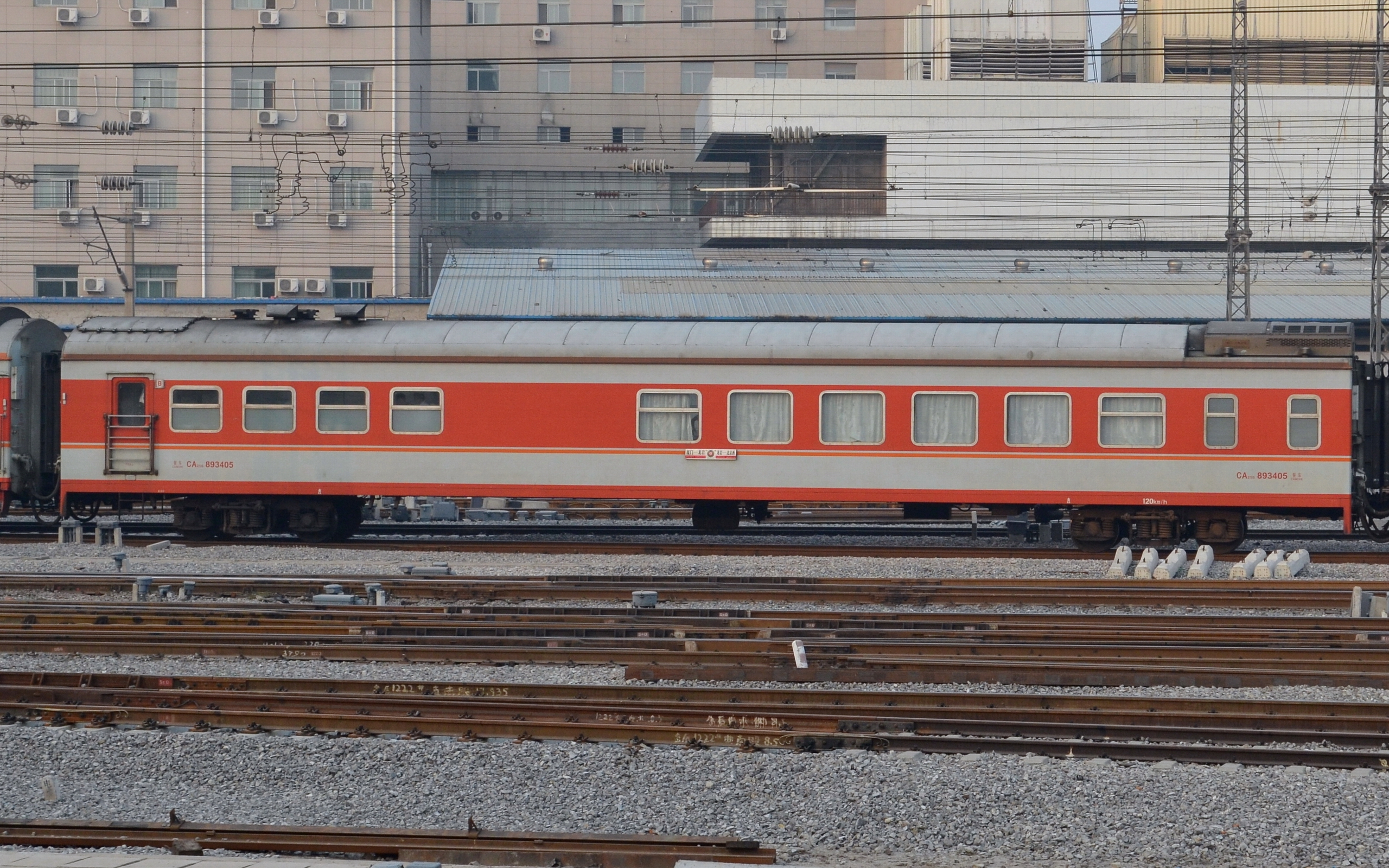
CA25G餐车
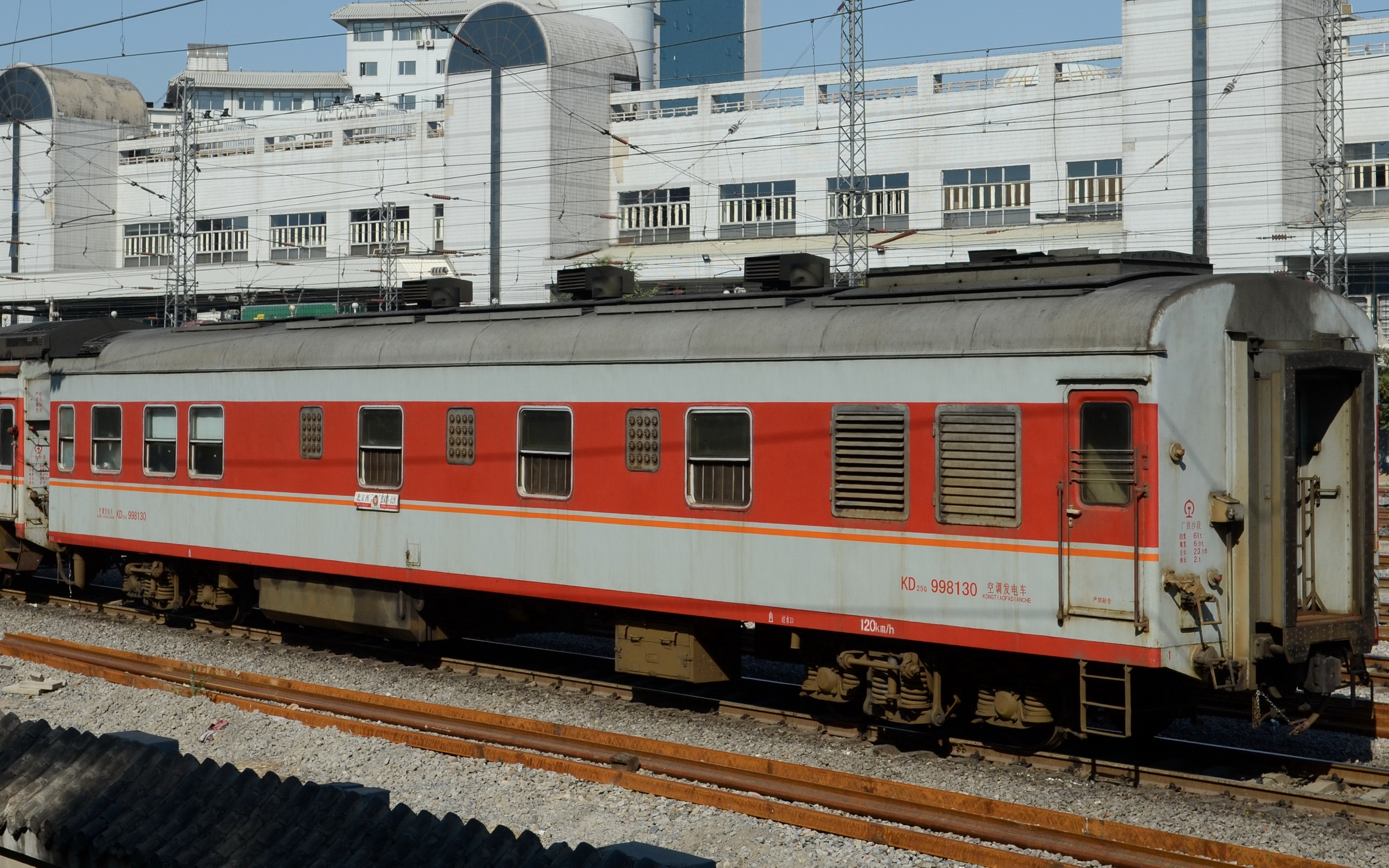
KD25G空调发电车
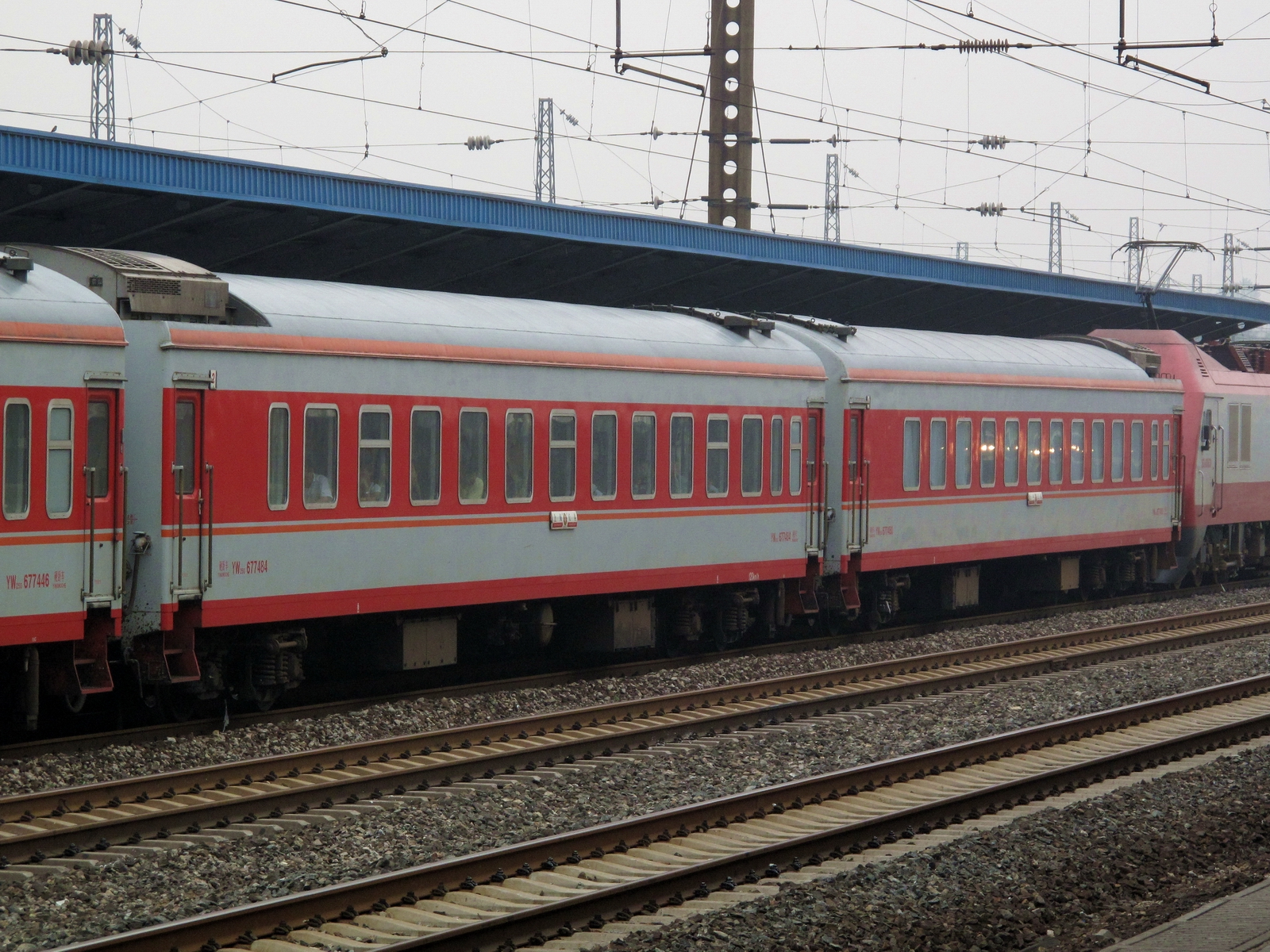
25G型机车直供电客车编组，取消空调发电车
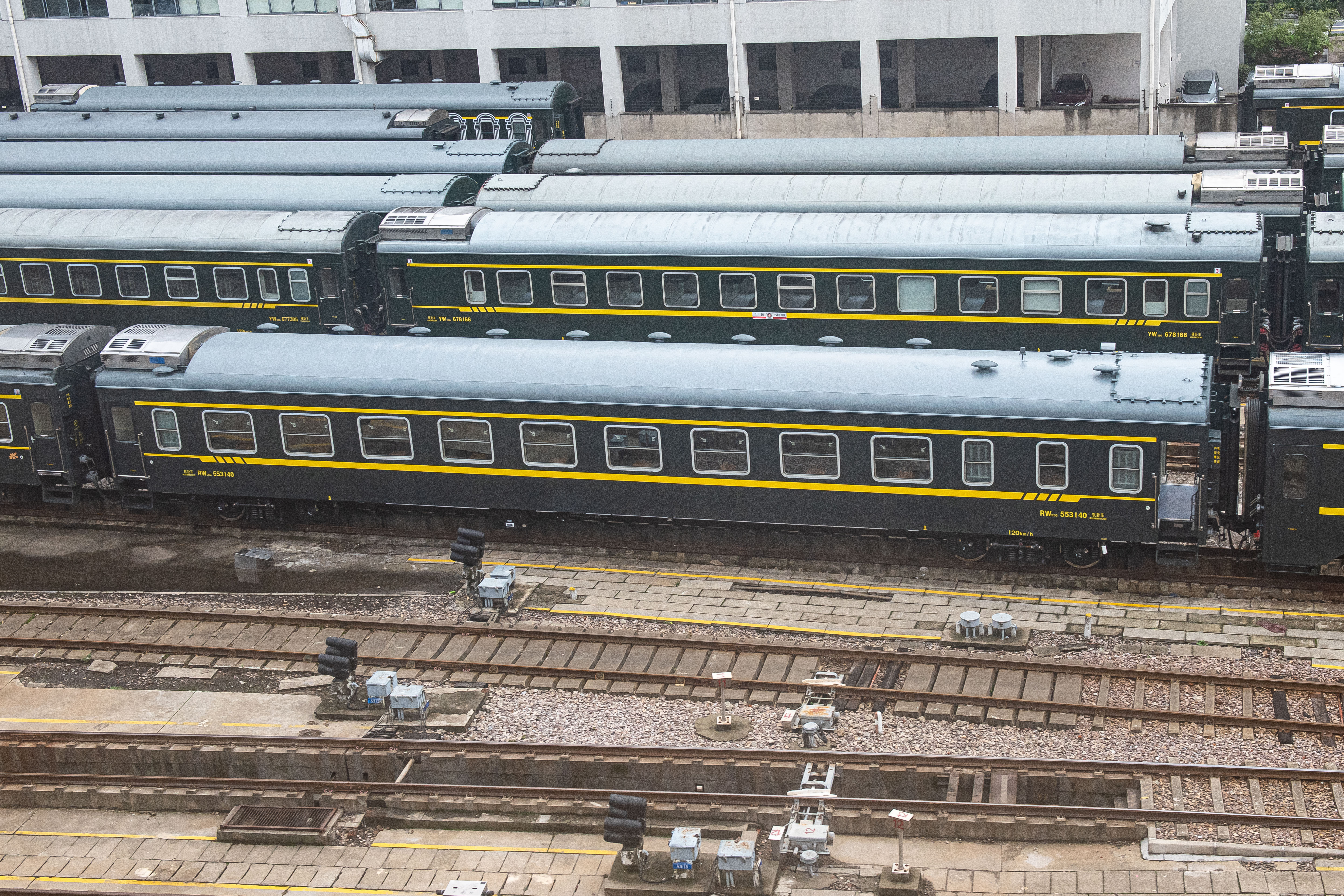
部分RW25B拆除柴油发电机改为AC380V集中供电后标为RW25G
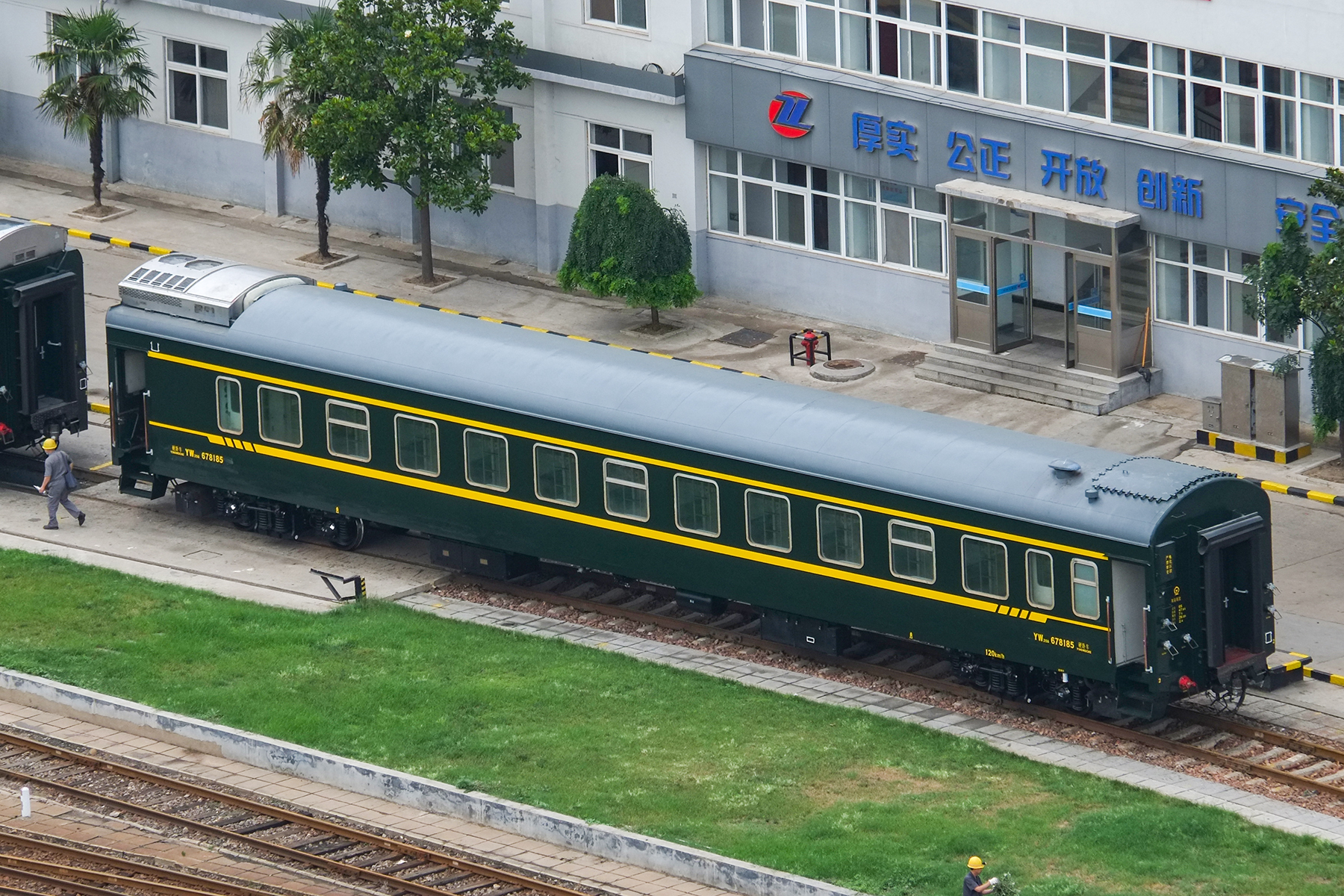
郑州客车车辆段内的一节YW25G客车
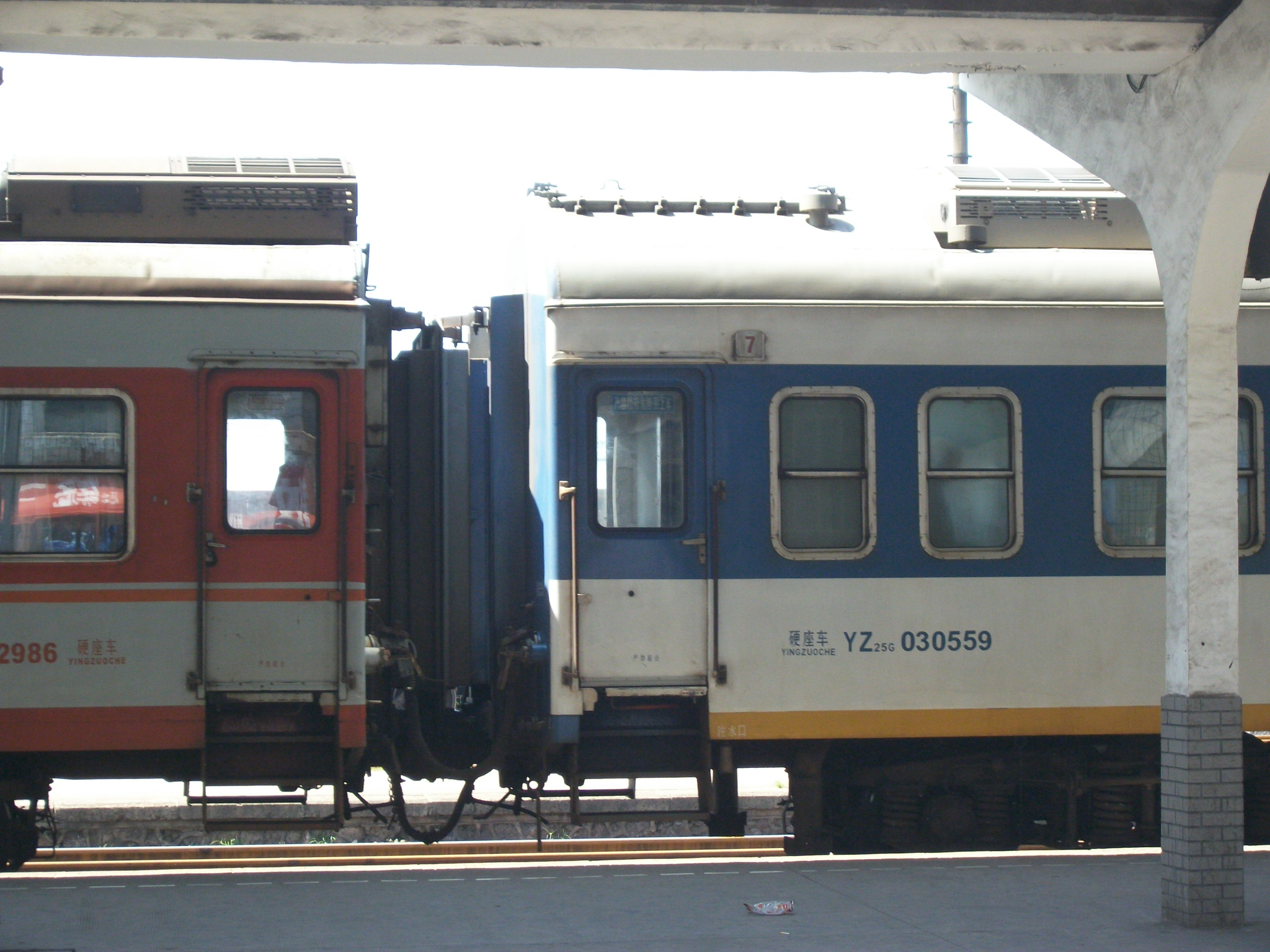
K26次列车编组中广梅汕蓝色涂装的25G在马鞍山站
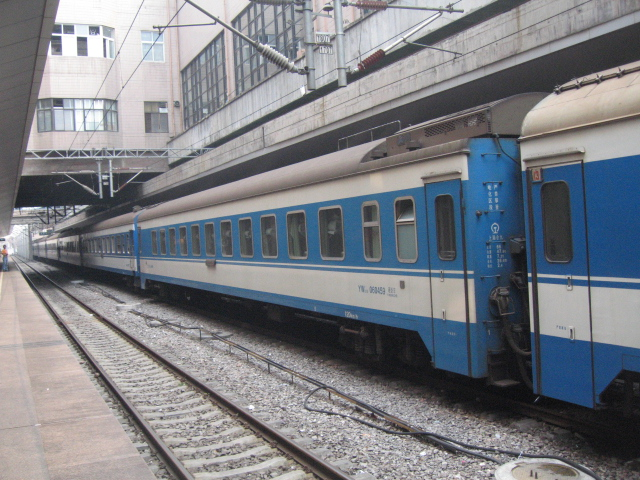
合九铁路蓝色涂装的25G在北京西站
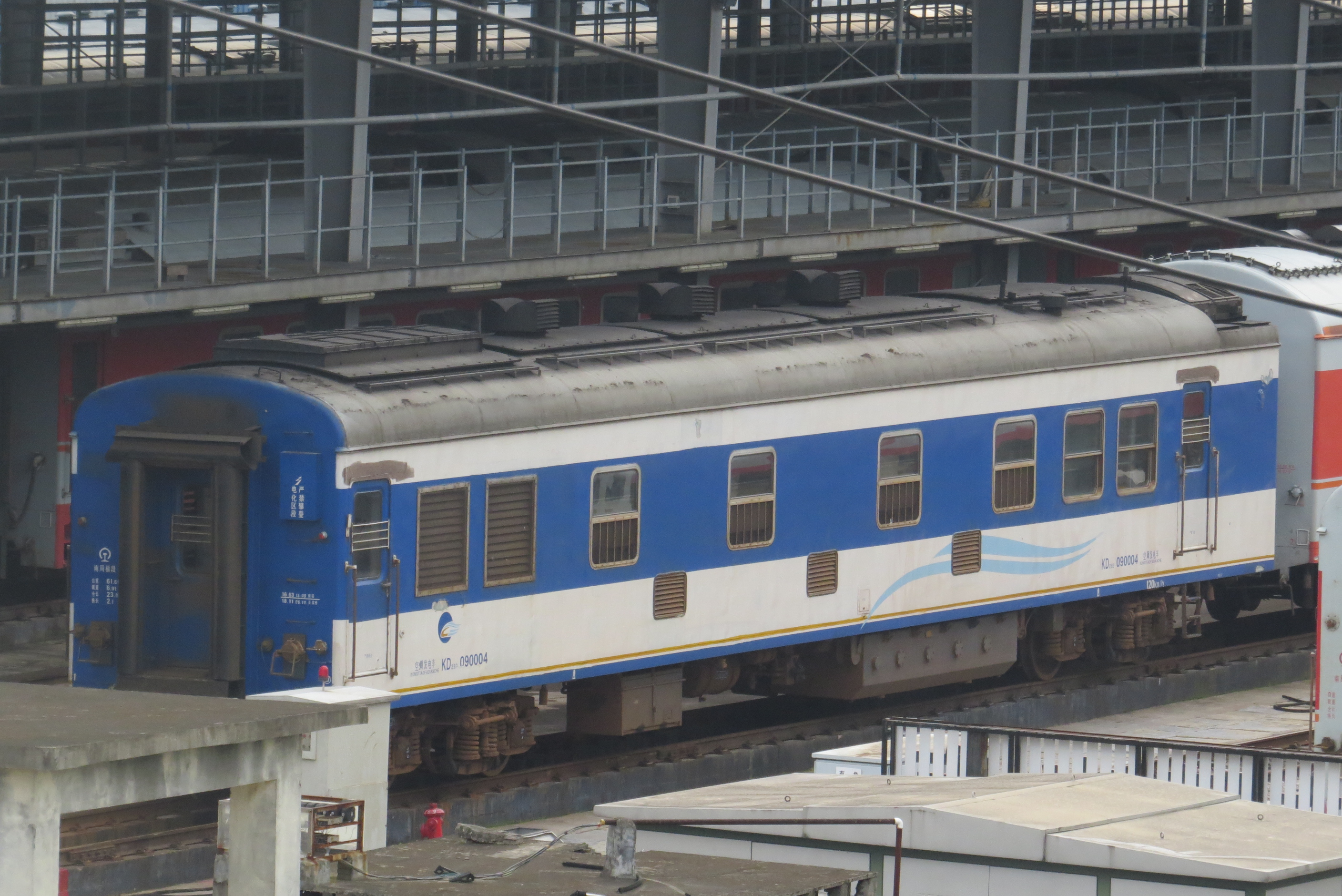
福龙涂装KD25G
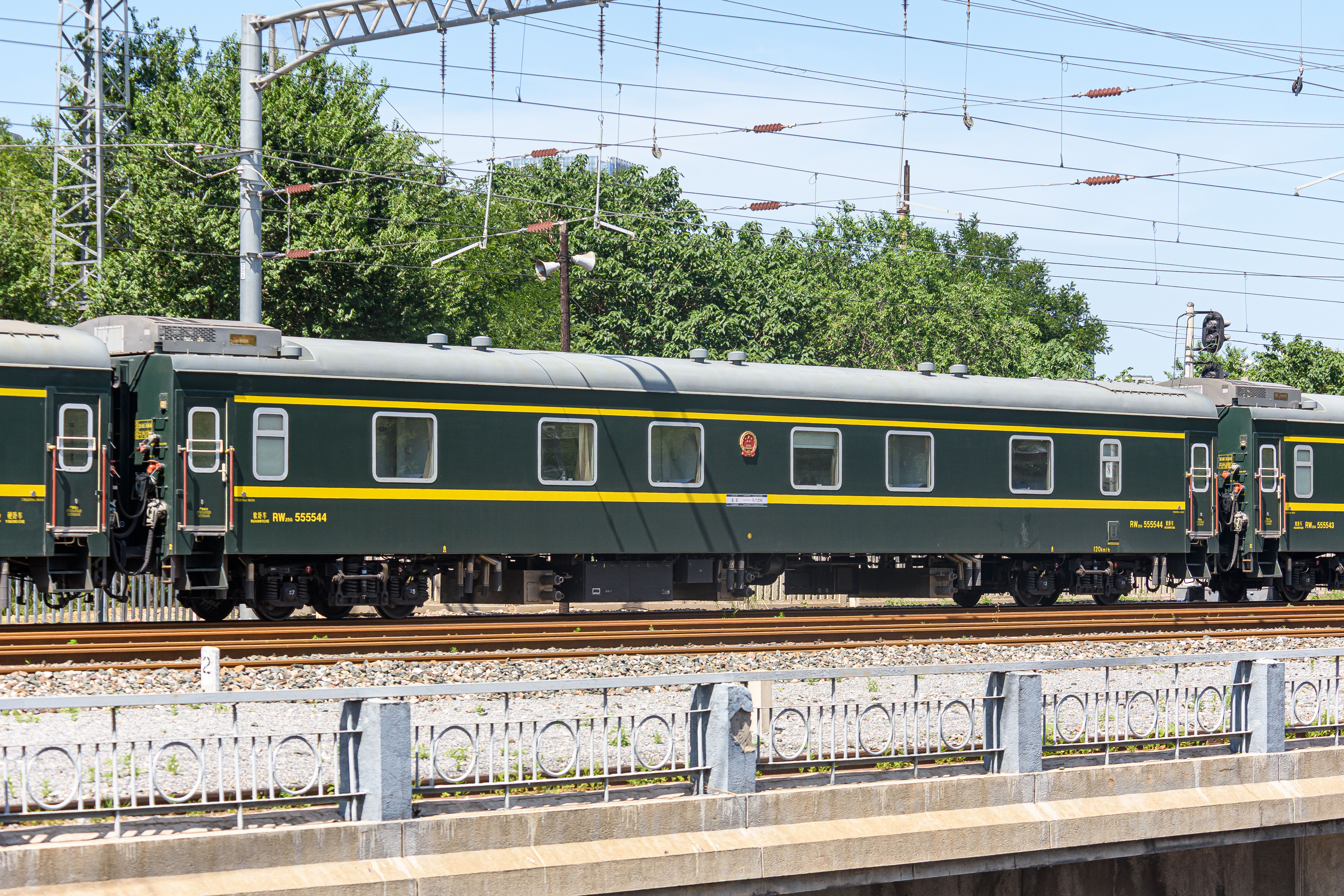
原定用于K3/4次列车的国际联运型25G，图中的高级软卧车仍标示为RW25G而非RW19G
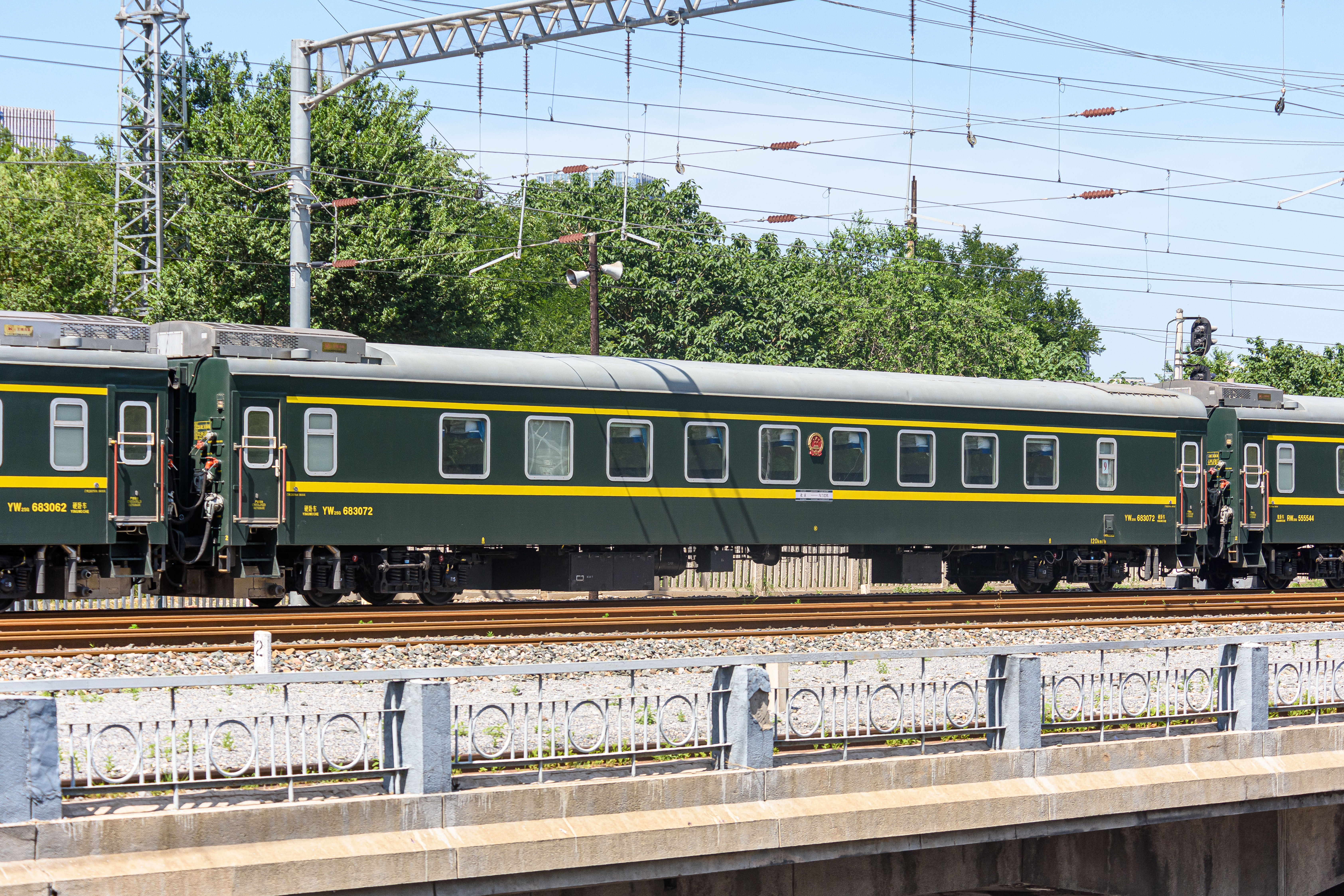
国际联运型YW25G，这批国际联运车底后来用于K23/24次列车
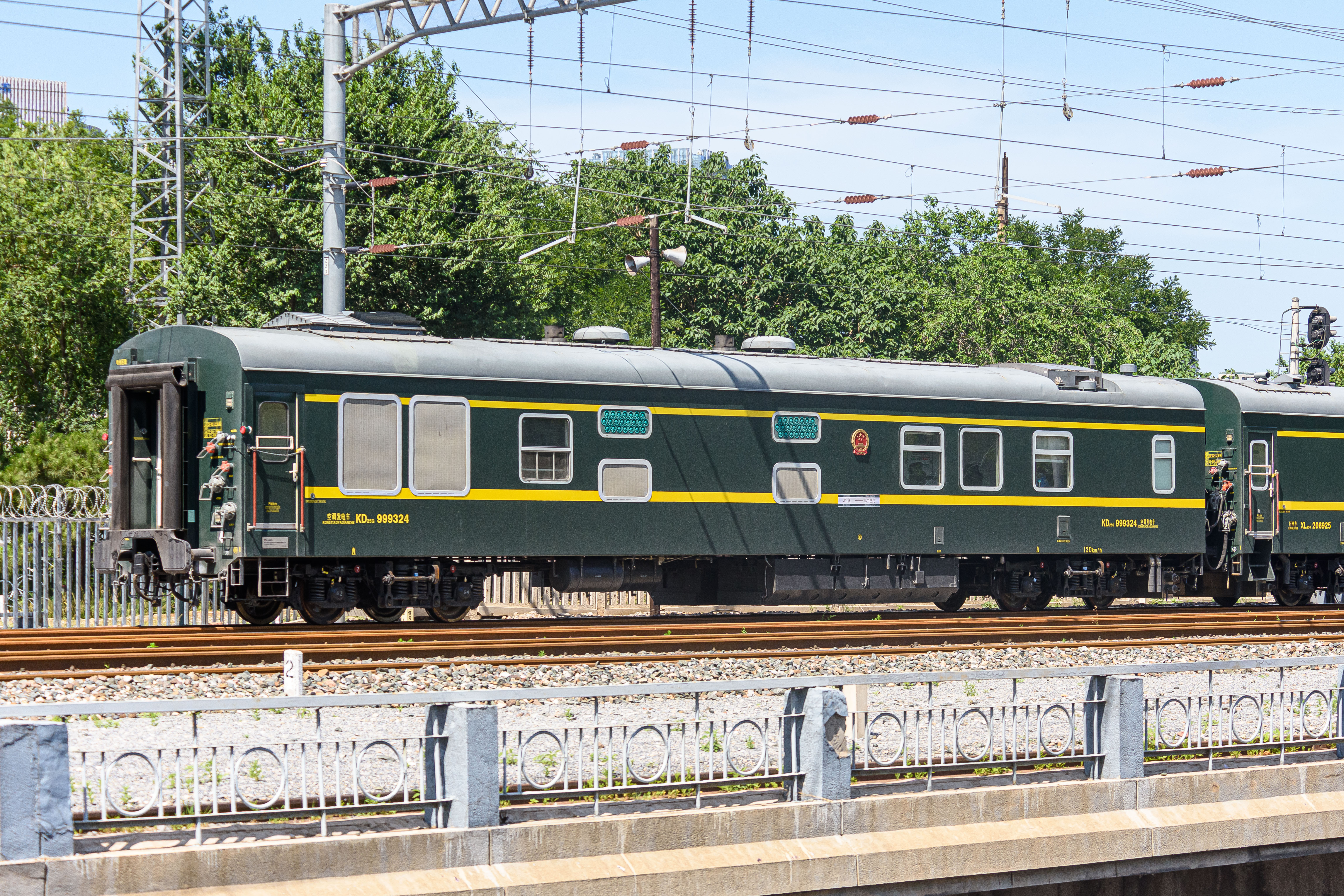
国际联运型KD25G发电车
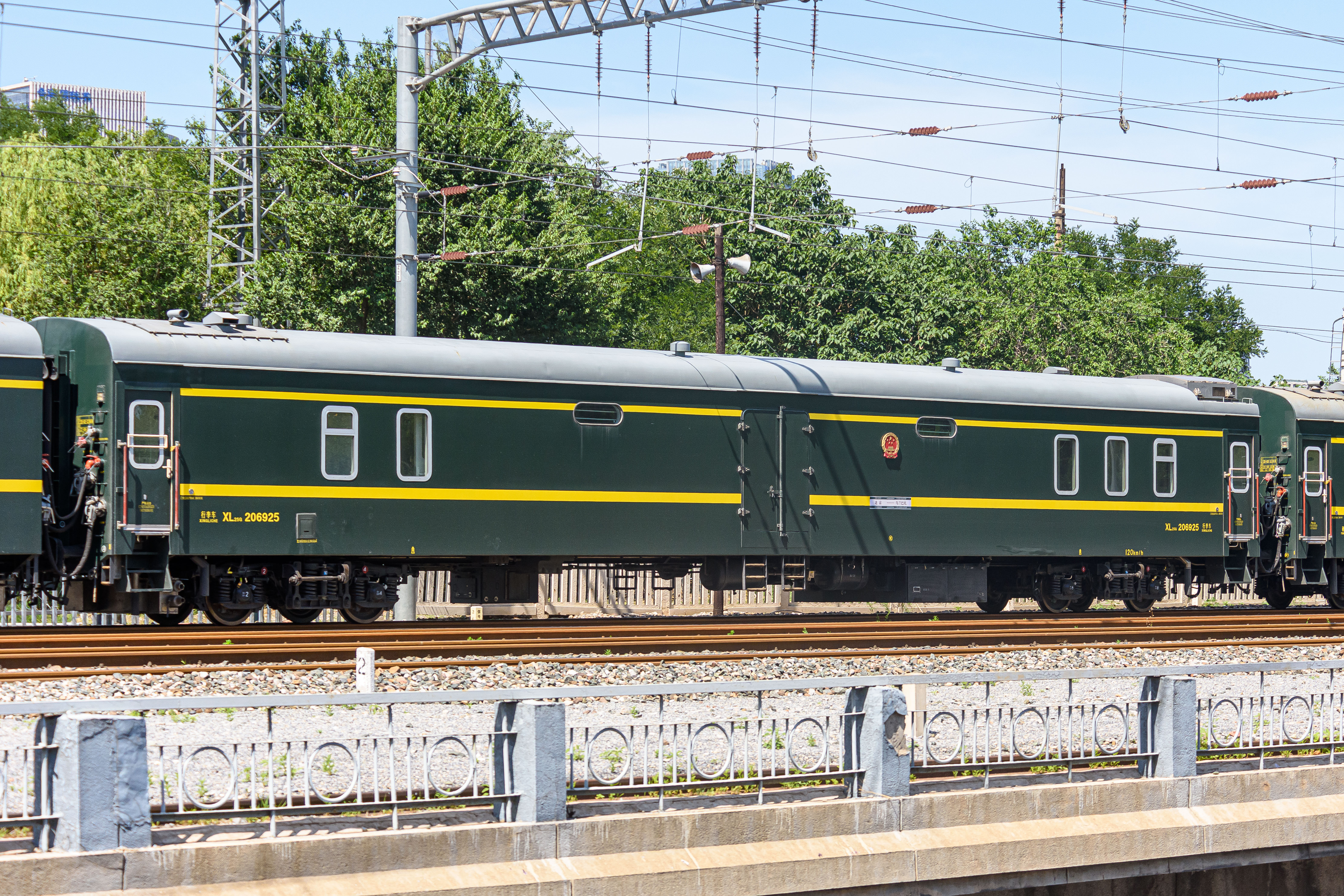
国际联运型XL25G行李车
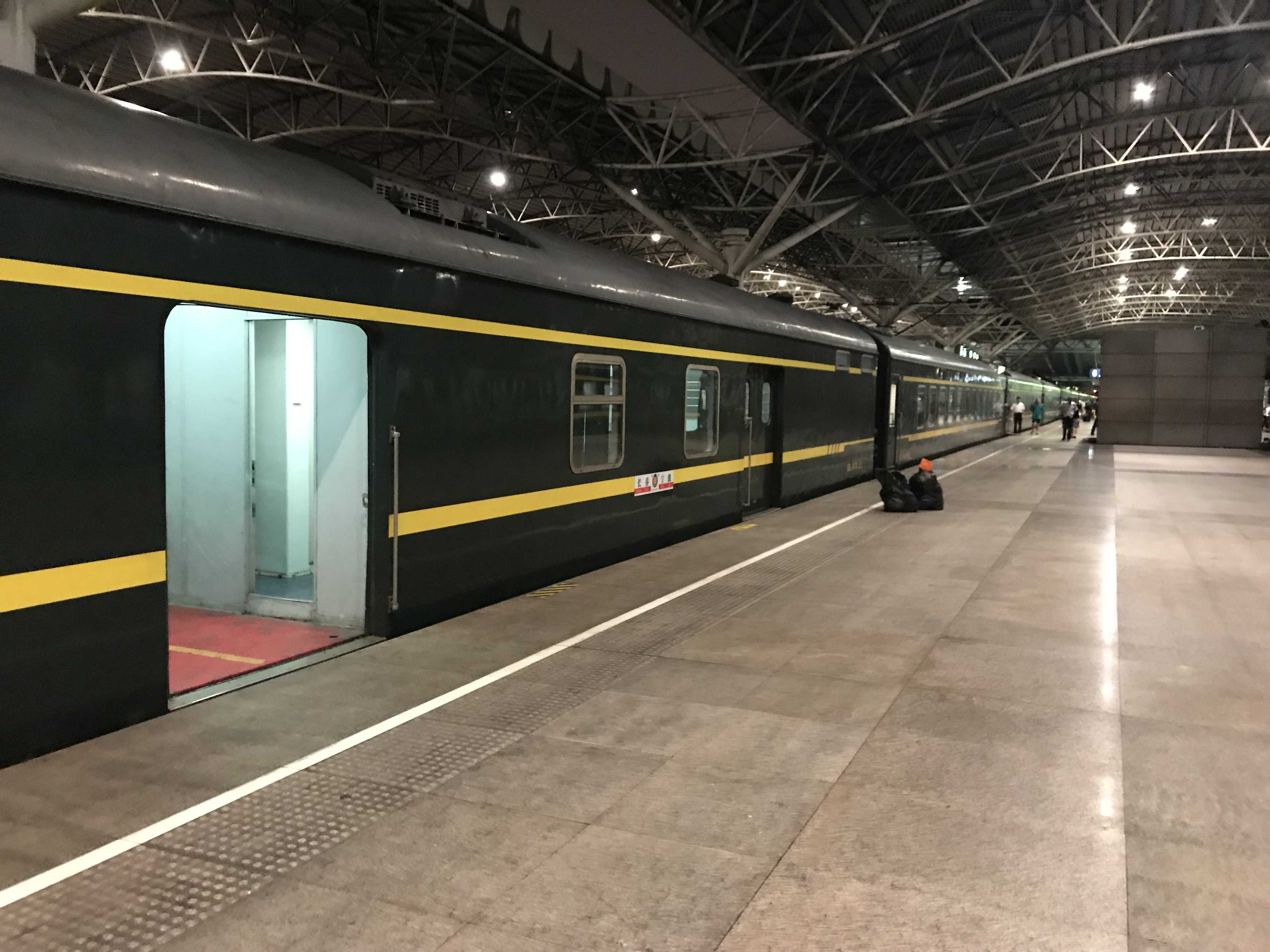
使用中的XL25G
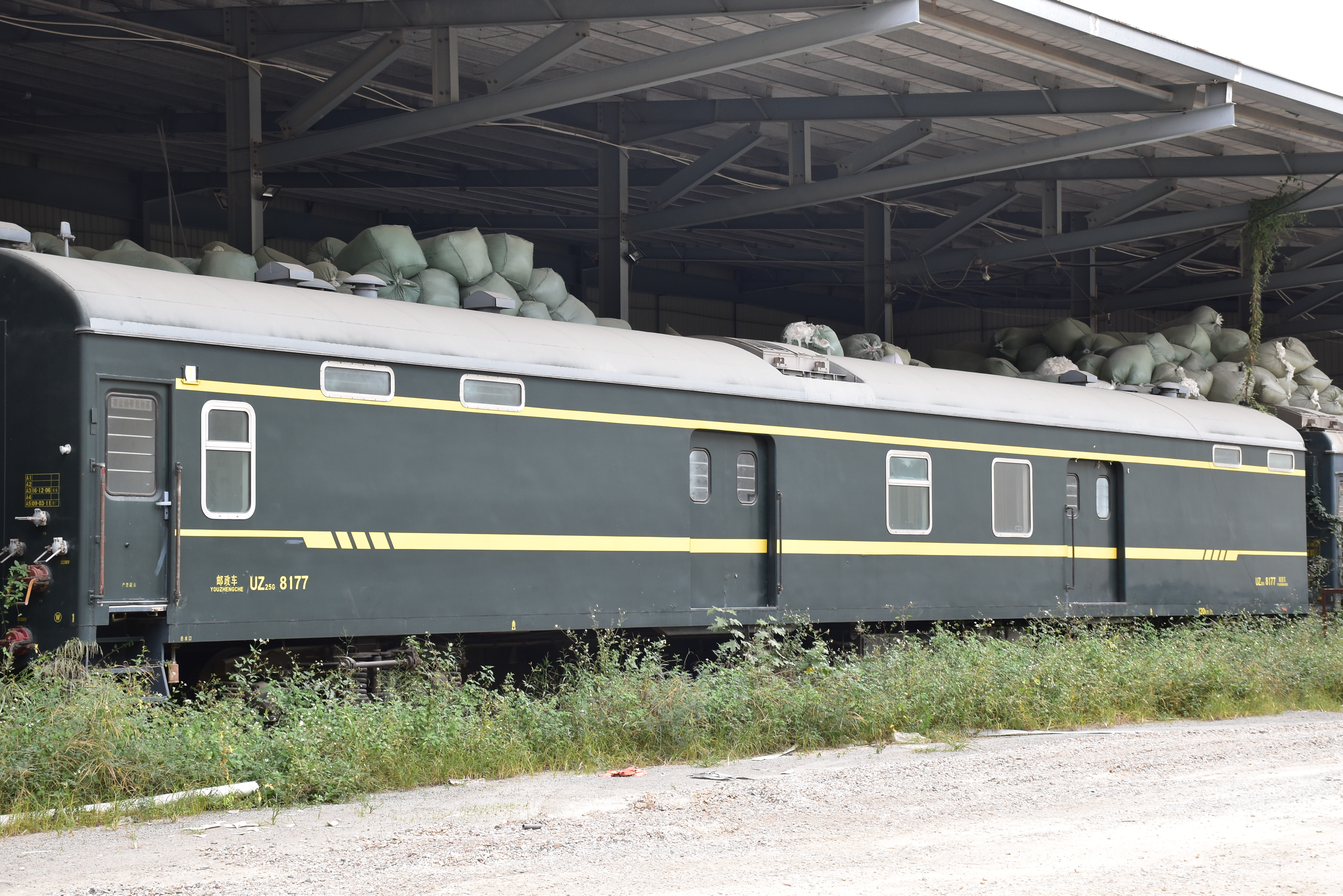
封存于南安站的UZ25G
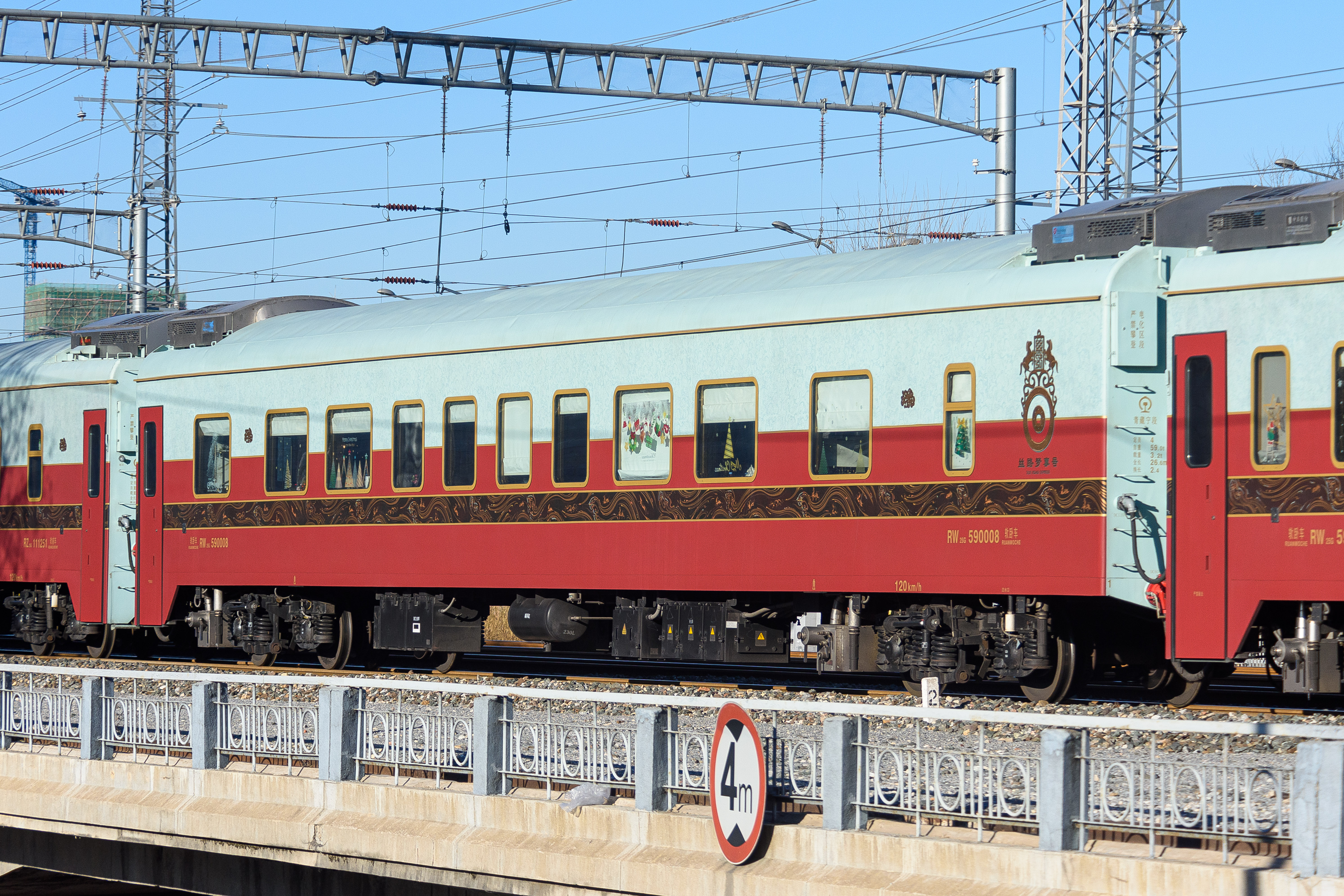
丝路梦享号RW25G高包车，定员仅4人
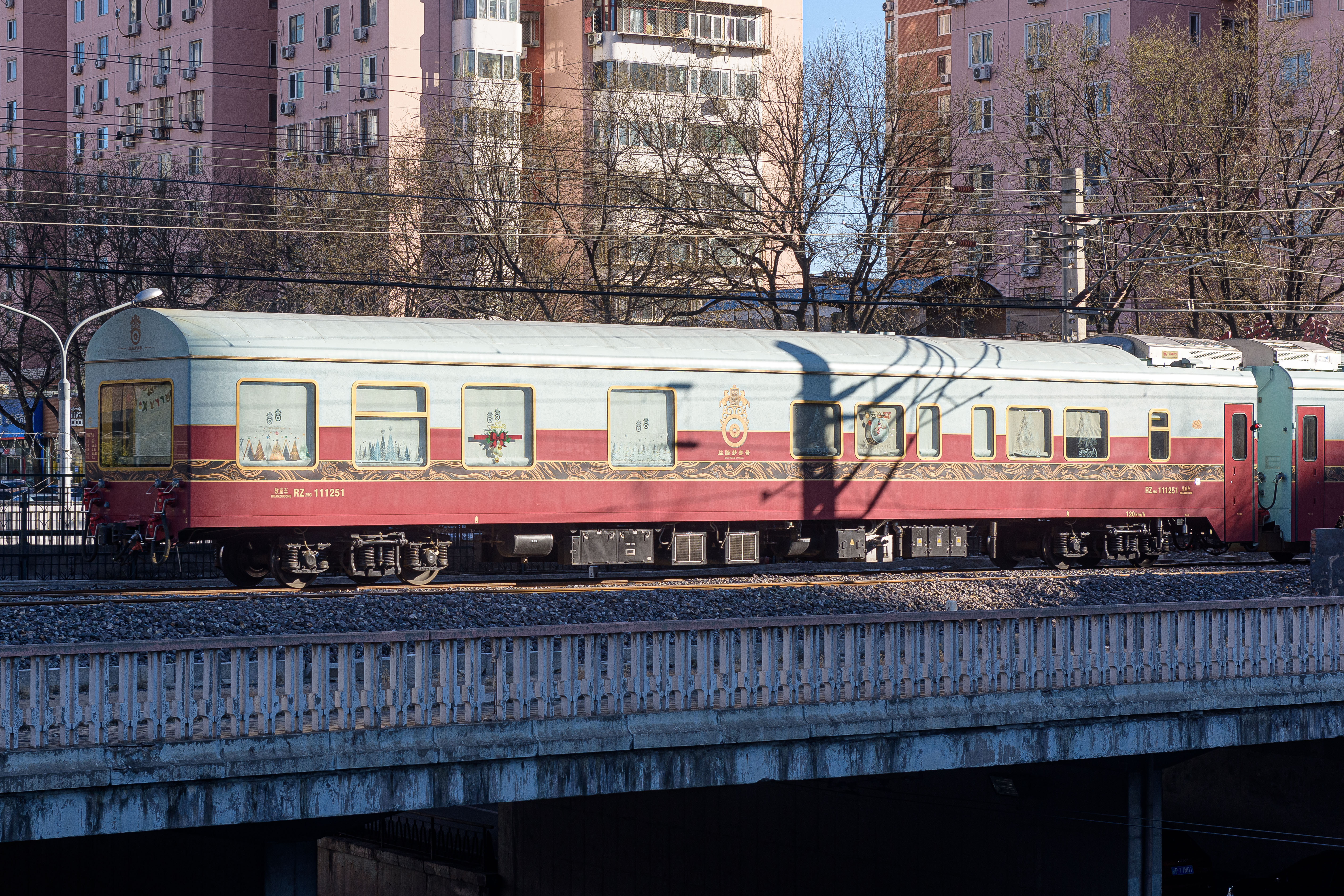
丝路梦享号RZ25G列尾展望车
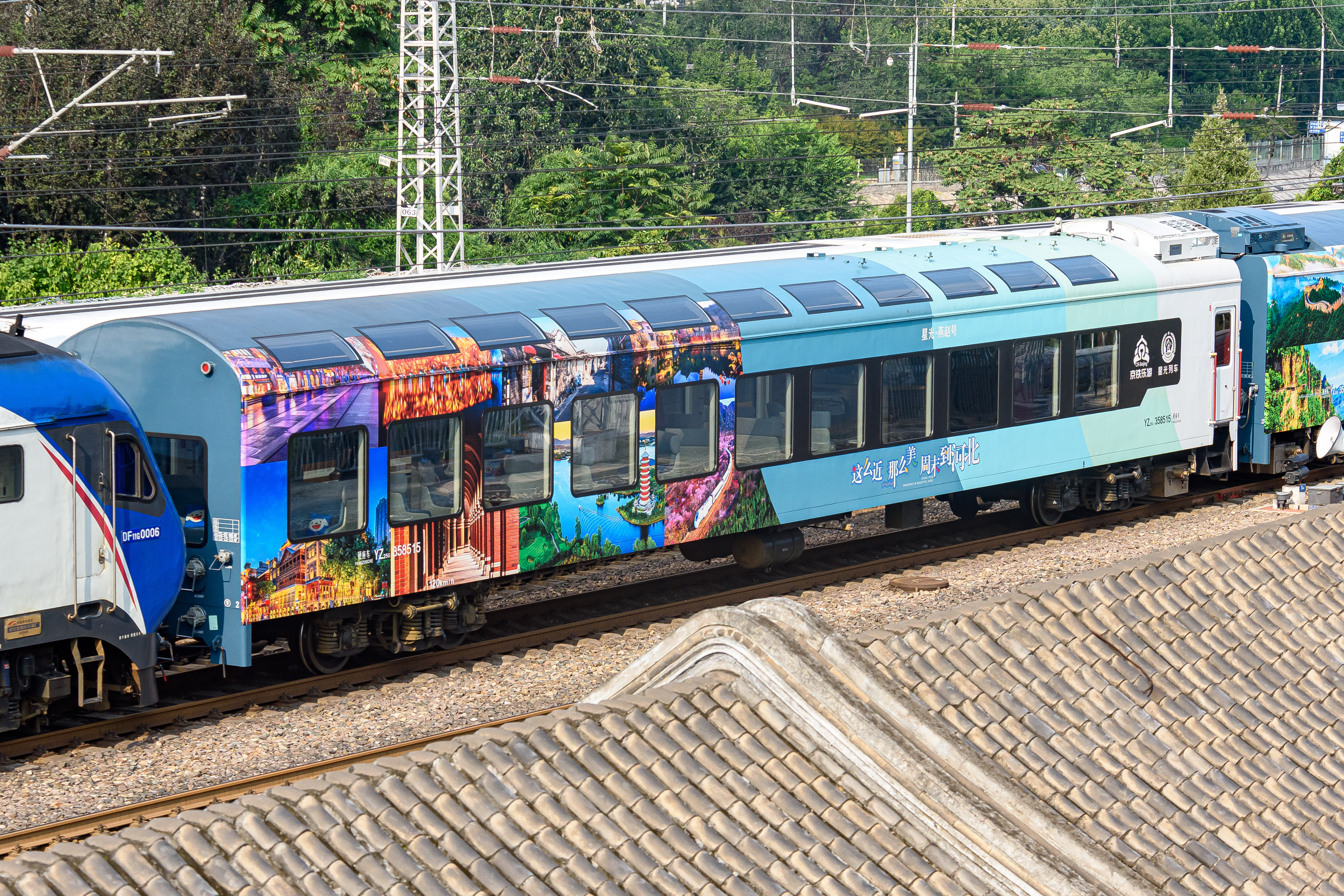
星光·燕赵号YZ25G展望车

### 近年採購狀況
伴随中国铁路大提速，更高级别的准高速客车以及高速动车组相继投入使用，但仍然有新的25G型客车订单在执行。
| 招標                            | 總數   | 硬座車 （YZ）                                    | 硬臥車 （YW）                                              | 軟臥車 （RW） | 餐車 （CA） | 備註                       |
| ------------------------------- | ------ | ------------------------------------------------ | ---------------------------------------------------------- | ------------- | ----------- | -------------------------- |
| 2008年第一次                    | 500輛  | 192輛                                            | 233輛                                                      | 41輛          | 34輛        | [ 2 ]                      |
| 2009年第一次 （2008年11月14日） | 1500輛 | 634輛                                            | 622輛                                                      | 109輛         | 95輛        | [ 3 ]                      |
| 2009年第二次 （2009年1月底）    | 1500輛 | 727輛                                            | 602輛                                                      | 90輛          | 81輛        | [ 4 ]                      |
| 2010年第一次                    | 2000輛 | 800輛                                            | 943輛                                                      | 132輛         | 125輛       | [ 5 ]                      |
| 2010年第二次 （2010年11月30日） | 1080輛 | 435輛                                            | 507輛                                                      | 67輛          | 71輛        | [ 6 ]                      |
| 2011年 （2011年5月26日）        | 1400輛 | 493輛                                            | 712輛                                                      | 106輛         | 89輛        | [ 7 ]                      |
| 2012年第一次 （2011年12月20日） | 500輛  | 206輛                                            | 239輛                                                      | 29輛          | 26輛        | [ 8 ]                      |
| 2012年第二次 （2012年5月8日）   | 2260輛 | 1010輛 （首尾：131輛 無障礙：140輛 一般：739輛） | 964輛 （首尾：131輛 無障礙：140輛 播音：131輛 一般:562輛） | 151輛         | 135輛       | 本標案另採購25T型客車240輛 |

其他25G採購狀況：
- 2006年10月4日“2006年铁道部铁路客车第一次招标”采购500辆25G型客车[10]。
- 2012年11月2日公告采购1200辆25G型客车[11]。
- 2013年8月2日公告采购726輛客車，其中包含500辆25G型无障碍客车[12].
- 2014年4月公告採購2785輛客車，其中包含25G型600V客車500輛、25G型600V無障礙客車100輛、25G型380V型客車828輛[13]。

## 技术参数

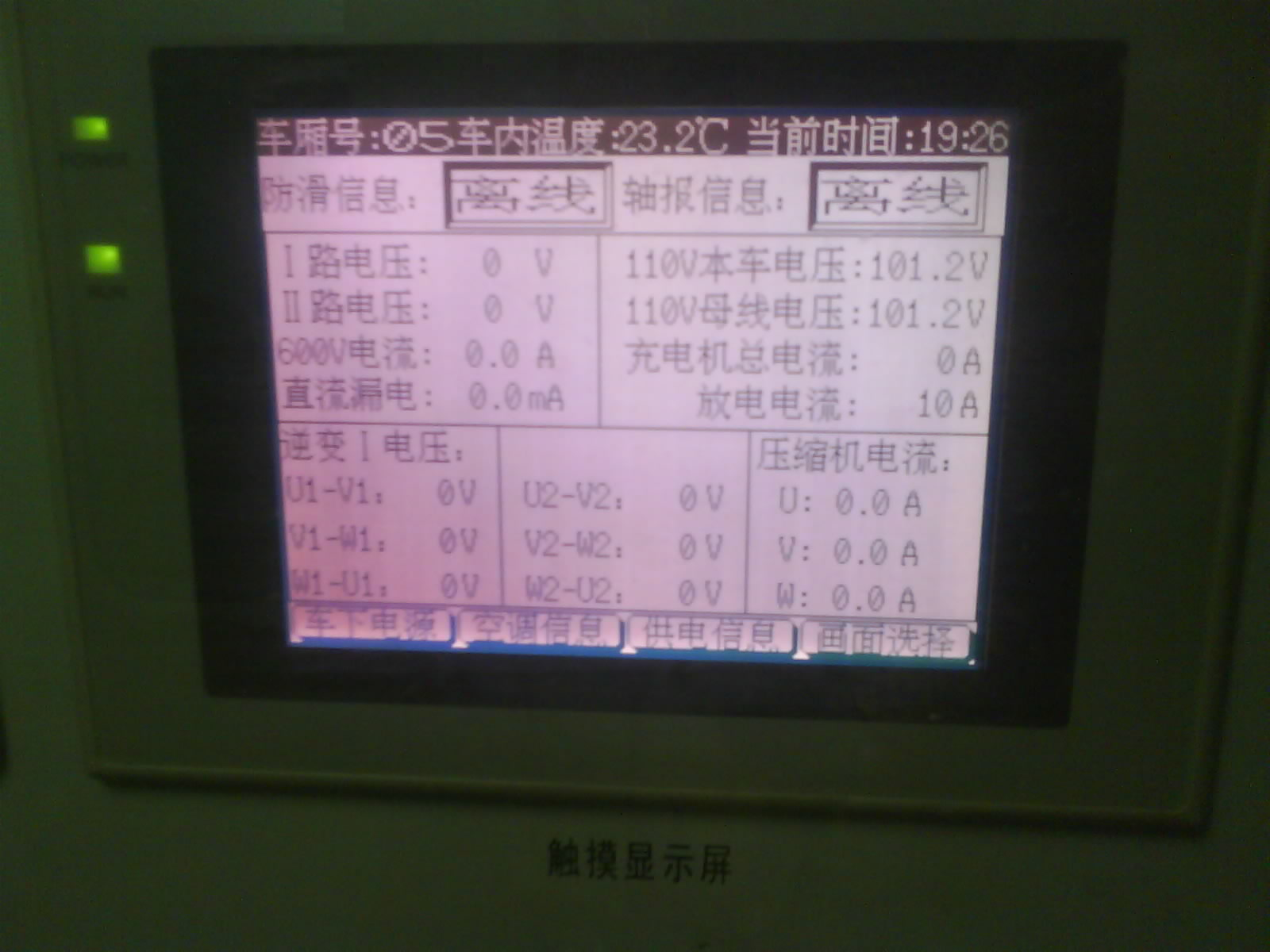
25G型客车的电子监视屏

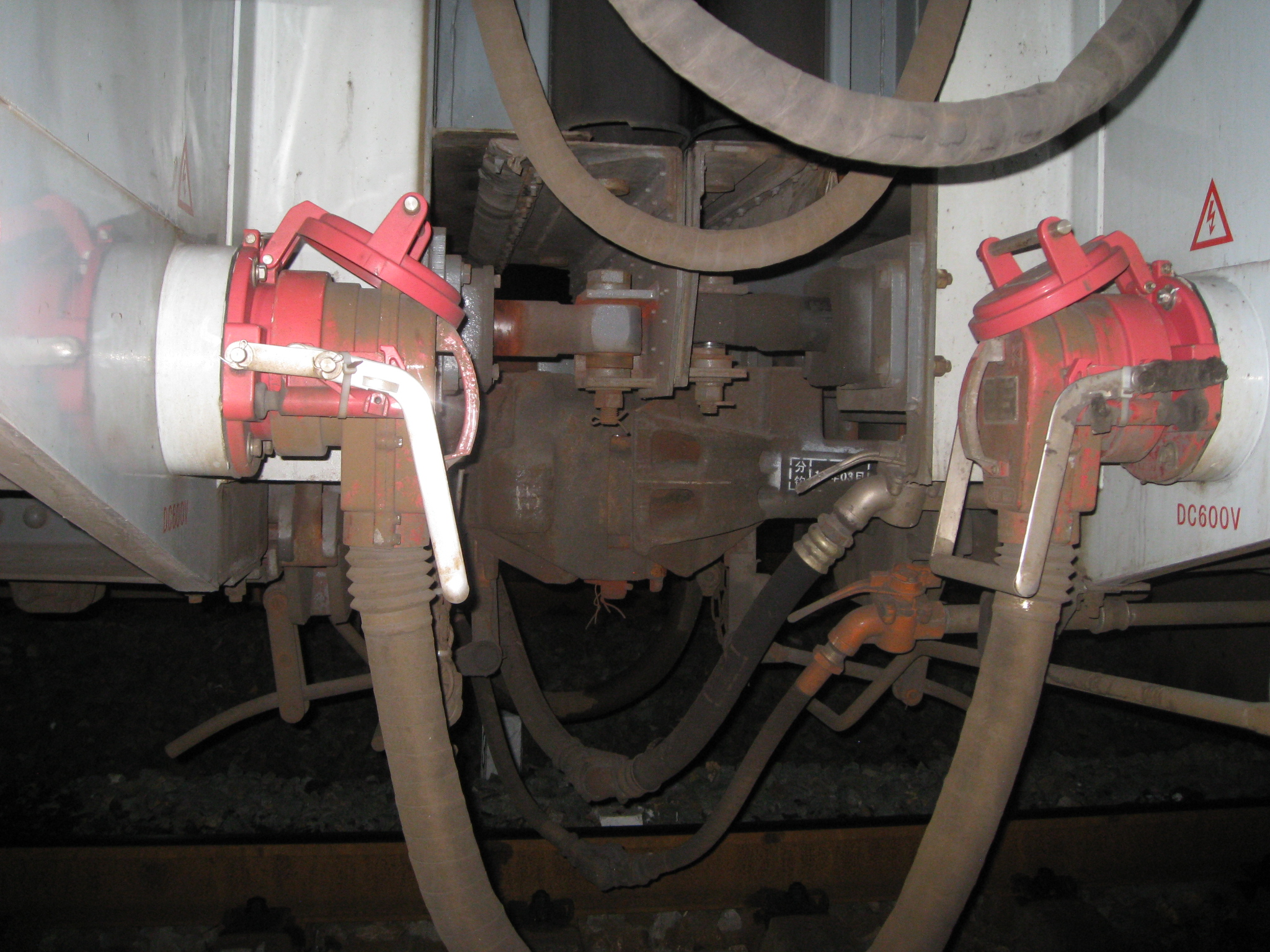
DC600V制式的25G车厢连接处

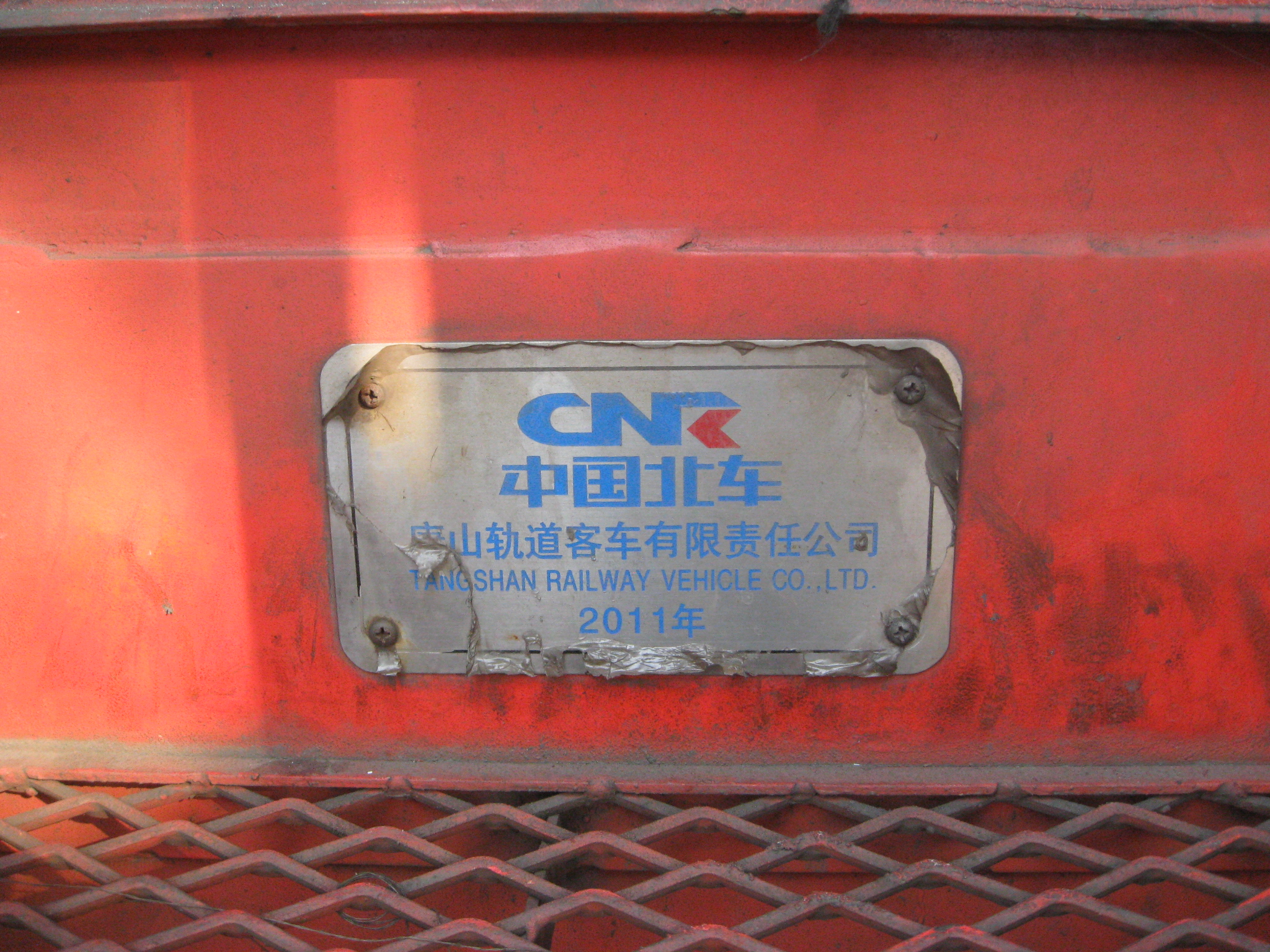
25G型客车的铭牌，北车唐厂制造

| 车种                 | 25G型客车（普通型） | 25G型客车（国际联运型） |
| -------------------- | --- | --- |
| 定員                 | 硬座車：118 / 112（带列车长办公席） 106（带残疾人座位）/ 132（配属淮矿铁运） 软座車：72～80 硬卧车：66 / 60（带广播室（早期）) 57（带残疾人铺位（后期）） 18（淋浴车（改造）） 软卧车：36 / 30（带高级软卧包厢） 餐车：48（早期）/ 50（后期） 48（硬座餐车合造车（改造）） 行李车、邮政车、空调发电车：4 健康快车：20（生活发电车）、16（宿营车） 8（手术诊疗车）、44（病房车） 回送车（TZ25G）：12 | 硬卧车：36（中国、蒙古国、朝鲜）/ 66（朝鲜） 26（带广播室、列车长办公室、残疾人铺位（中国）） 软卧车：32（北京局）/ 36（乌鲁木齐局） 高级软卧车：12（中国）/ 20（蒙古国） 餐车：40（中国、蒙古国） 行李车：6（中国）/ 2（蒙古国） 空调发电车：4（中国）/ 2（蒙古国） |
| 轨距                 | 1435 mm | 1435 mm（准轨） 1520 mm（宽轨） |
| 構造速度             | 140km/h | 140km/h |
| 最大运营速度         | 120km/h | 120km/h |
| 車輛長度（不计车钩） | 25500 mm 空調發電車：23580 mm | 25500 mm 空調發電車：23100 mm（中国）、23580 mm（蒙古国） |
| 車體高度             | 4433 mm | 4433 mm |
| 車輛宽度             | 3105 mm | 3105 mm |
| 轉向架               | 209G、209T、206G、206P、209P | 中国、蒙古国：206G（准轨、宽轨） 朝鲜：206P |
| 制動                 | 踏面（轮缘）制动 后期：盤式制動 | 中国、蒙古国：踏面（轮缘）制动 朝鲜：盤式制動 |
| 供電制式             | 发电车集中供電：AC380V交流电、DC600V直流电 机车直接供电：DC600V直流電 健康快车：发电车集中供电或外接电源（AC380V交流电） | 中国、蒙古国：发电车集中供電（AC380V交流电） 朝鲜：自带柴油发电机+轮轴发电 |
| 採暖                 | 空調+電熱 | 蒙古国、朝鲜：空調+電熱 中国：空调+电热+燃煤锅炉取暖 |

## 车内布局
硬座車為 3+2 座位布局，定员118/112人；软座车為 2+2 座位布局，定员72人；硬臥車共有11/10（带播音间的硬卧车）個开敞式或半包式間隔，每間隔左右兩邊有上中下三个铺位，定员66/60人；軟臥車有9个包间，每间左右兩邊各设上下两个铺位，定员36人。以上车种均设有乘务员室、配电室、电开水炉间、两个洗脸间和两个卫生间。而餐車设有 12 張餐檯，可供48人同时就餐。

## 车辆运用历史

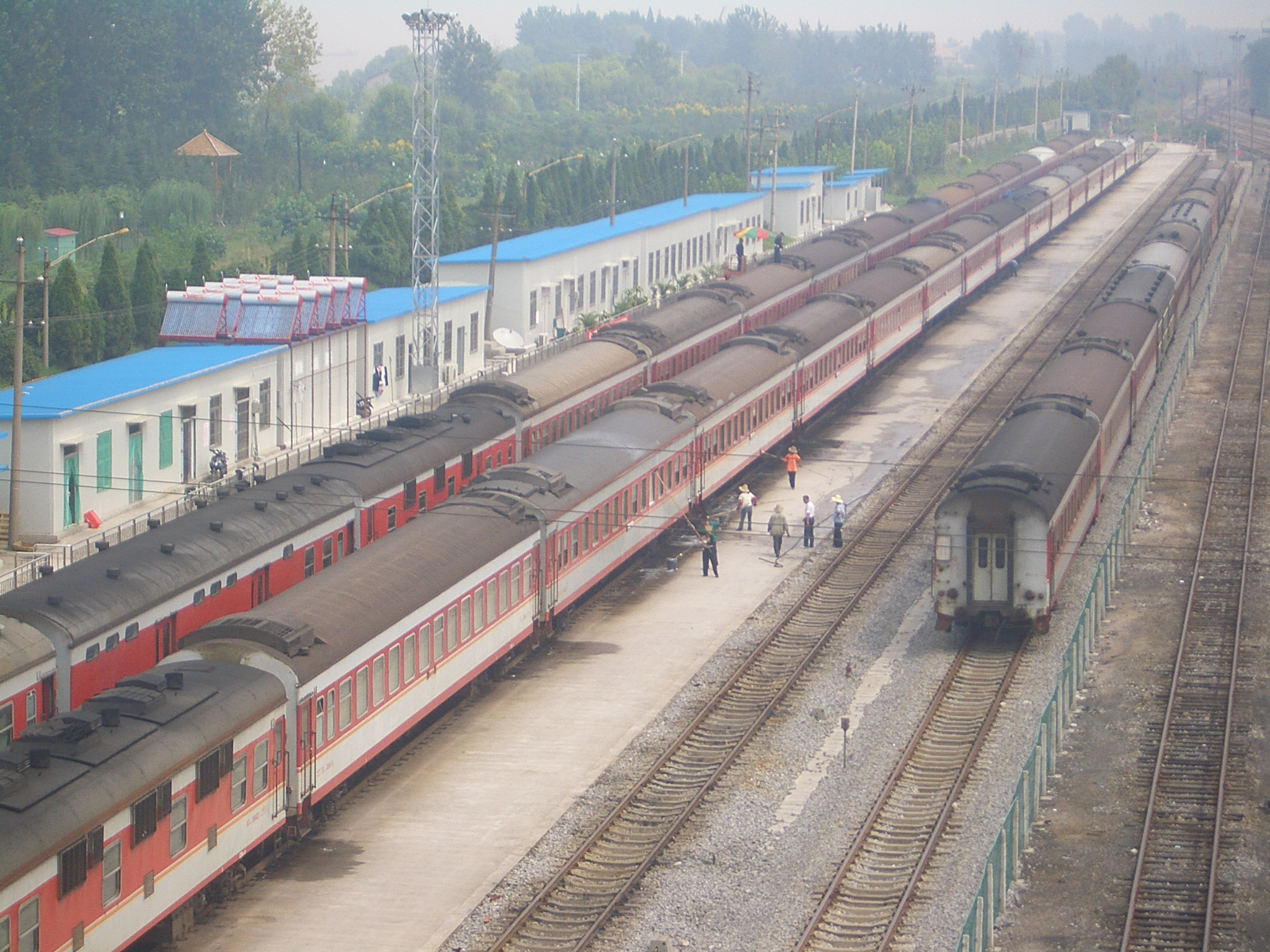
整备中的25G型客车

25G型空调客车最早运用于1992年的京沪线上，是当时最高档的客车车厢。1992年4月，长春客车厂新造了140辆25G型车替换13/14次直通快速列车（上海铁路局担当，上海 - 北京，即后来的D313/D314次）和21/22次列车（北京铁路局担当，上海- 北京，即后来的D321/D322次）原有的22型自供电空调车底。当时全中国使用新型空调25G型客车的列车只有这两对直快。 
1994年起，25G型空调客车开始大规模生产并陆续替换原有的非空调列车，当时中国空调客车数量不多，25G型主要供特快列车使用。生产厂商除长客之外，南京浦鎮车辆厂、四方机车车辆厂和唐山机车车辆厂也开始生产25G型客车。随着中国铁路多次提速，以及更先进的25K型和25T型客车先后出现，时速120公里级别的25G型客车已成为空调快速、空调普快列车的主要车体，而且数量相当多。

### 车辆改进
25G型客車也分批作出過多次改進，主要分为三个阶段：

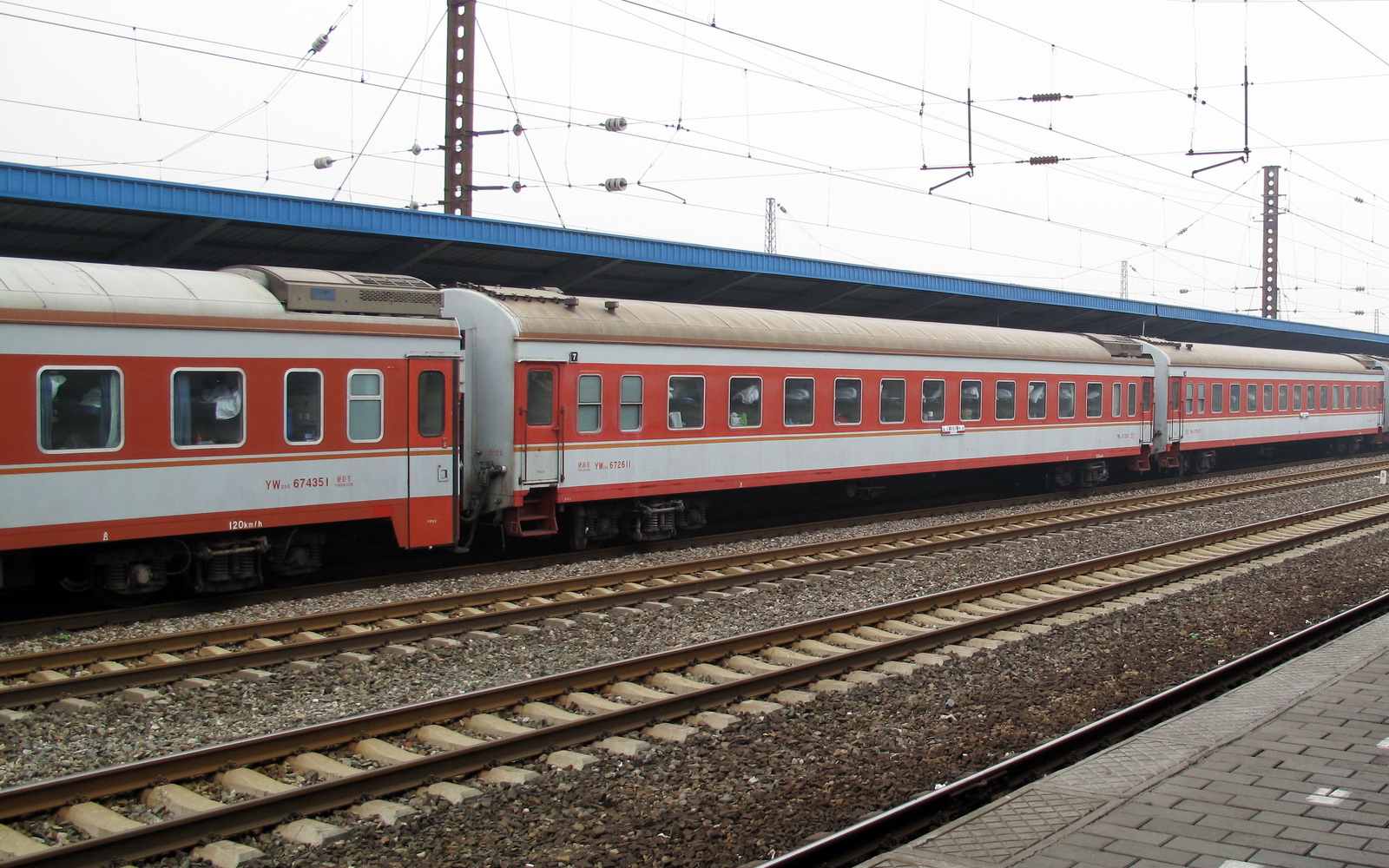
停靠秦皇岛站的25G型客车

#### 第一代（1992年－2001年）
这批25G型客车大多使用209T、209G、206G或206P型转向架。209型是浦镇厂研制的H型构架转向架，带摇动台式摇枕弹簧悬挂装置，两高圆弹簧，摇枕弹簧带油压减振器和吊挂式闸瓦基础制动装置等。209T型转向架是在209型上改用弹性定位套的轴箱定位结构和牵引拉杆装置。而四方厂的206G型是U型构架，在1993年起使用，带有横向油压减振器及闸瓦制动装置。发电车集中供電的供电模式为AC380V。第一代25G型均采用上窗下开活动车窗以及组合式固定车窗，车门为折页门。

#### 第二代（2002年－2003年）
第二代25G型是按照铁道部在2002年公布的《25G型客车统型方案》和《25B、25G型客车技术规范》的要求设计制造，采用带有盘式制动装置和电子防滑器的209P型转向架，104型制动机，209P型转向架則是在209T型基础上改用盘型制动装置。这批25G大多数使用密閉式塞拉门和内翻式、单元式铝合金双层玻璃车窗，橡胶风挡，某些还带有真空集便器、裙板和密封式風擋。

#### 第三代（2004年－）
这批25G型是按照《25G型样板车技术规范》制造，使用209P、206P型转向架，104型空气制动机，采用盘形制动装置，取消踏面清扫器，采用双管制供风。和早期车的主要区别在使用了机车直供电技术，铁道部自2003年提出取代空调发电车集中供电转为机车供电的DC600V直流电分散逆变技术。电力机车在运行时同时向客车车厢输出DC600V直流电，各车厢使用逆变技术，逆变为AC380V、AC220V、AC110V交流电供客车使用，新造的25G车在车底下有1个逆变器箱和1个充电机箱。采用PLC控制无主网络监控系统，实现全自动监控。而且从2004年起生产的机车直供电25G型客车带有塞拉门和真空集便器和密封式風擋。这批25G首先使用在K7/K8次列车（汉口—广州东）和K767/768/769/770次（武昌—西安）。自2008年起生产的25G型客车为节省成本，大部分都取消了塞拉门和集便器，采用折页门、橡胶风挡。但后来也重新配备真空集便器。

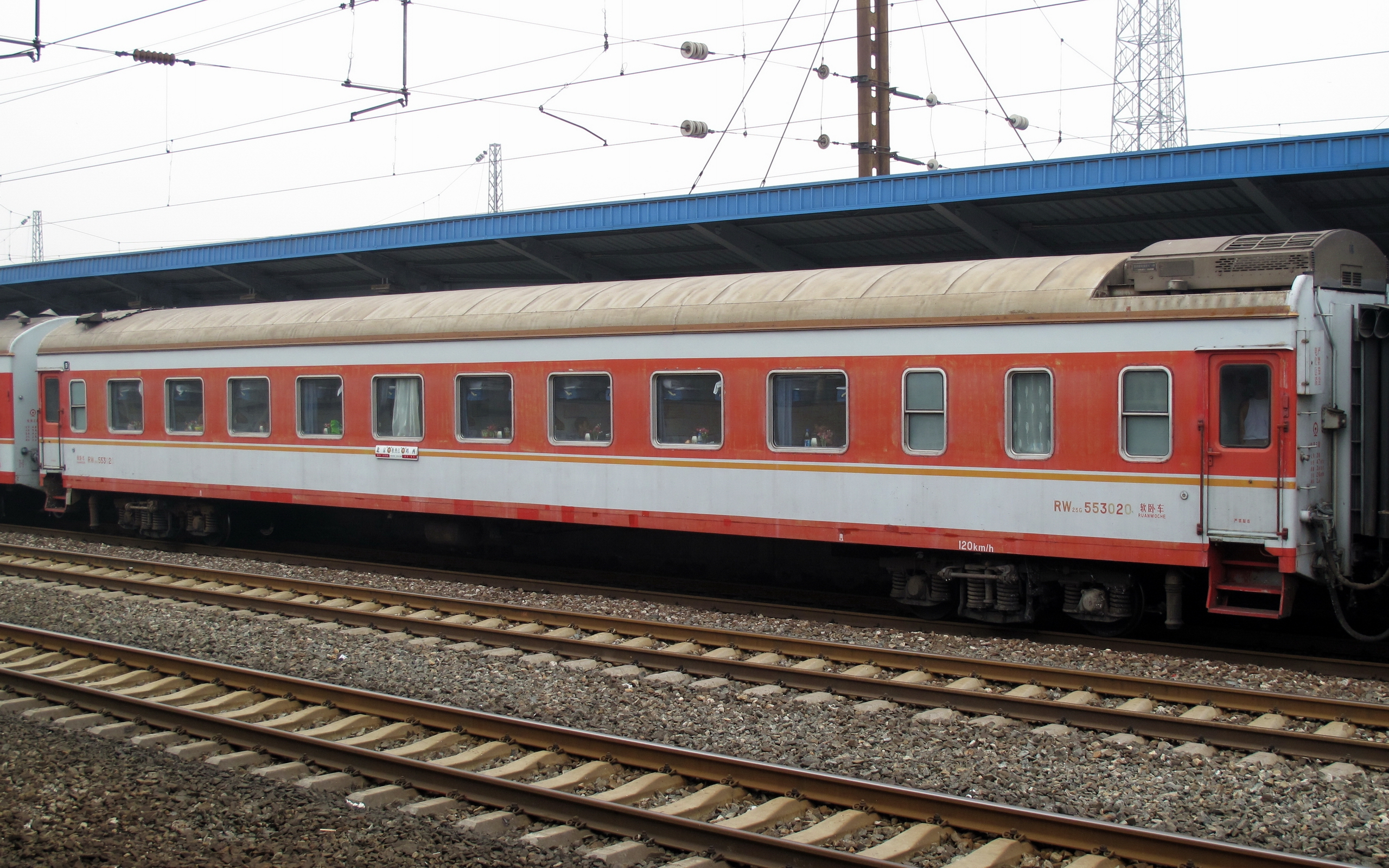
RW25G，第一代25G型客车，车门为折页门
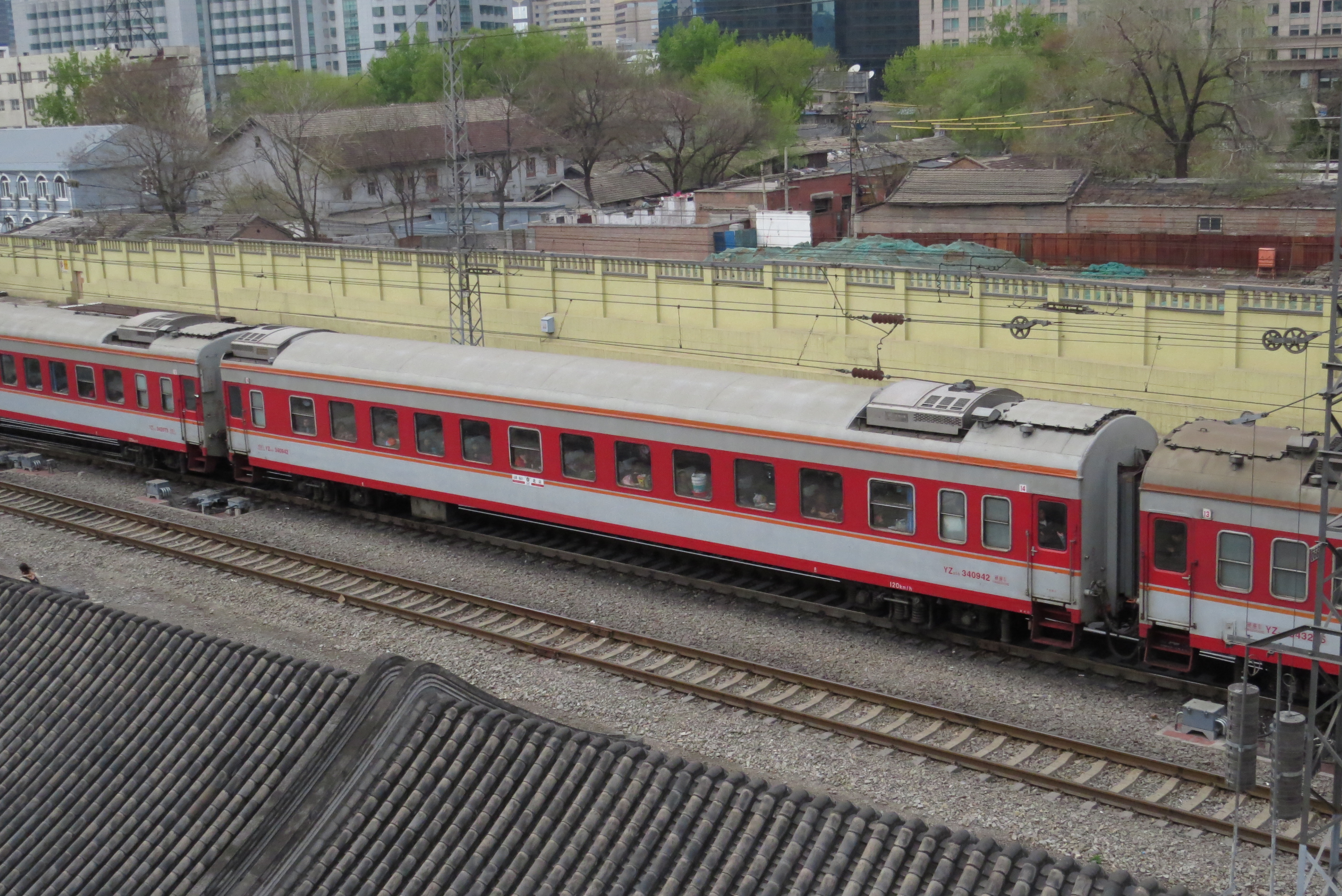
第一代YZ25G硬座车
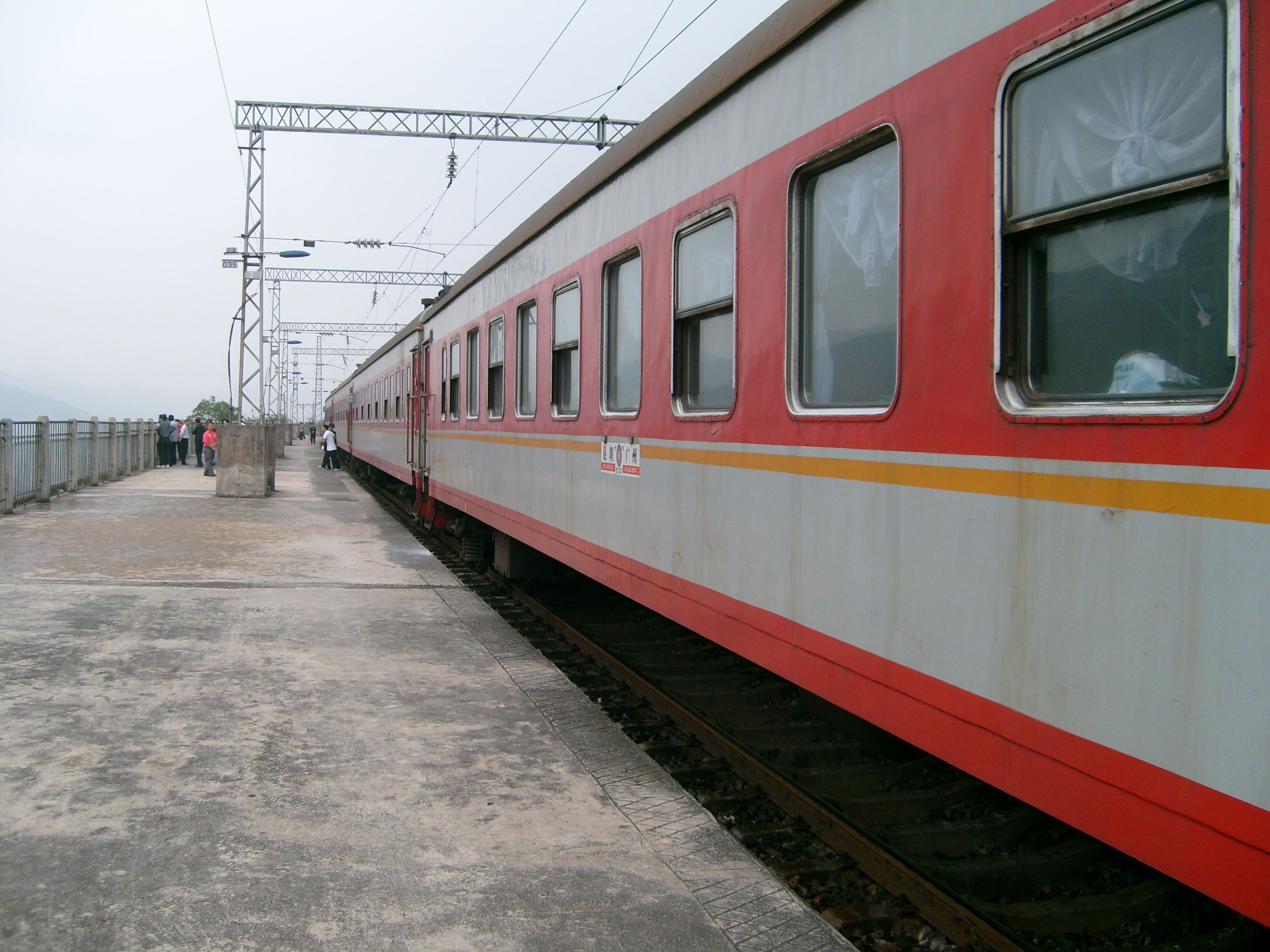
上窗下开活动车窗
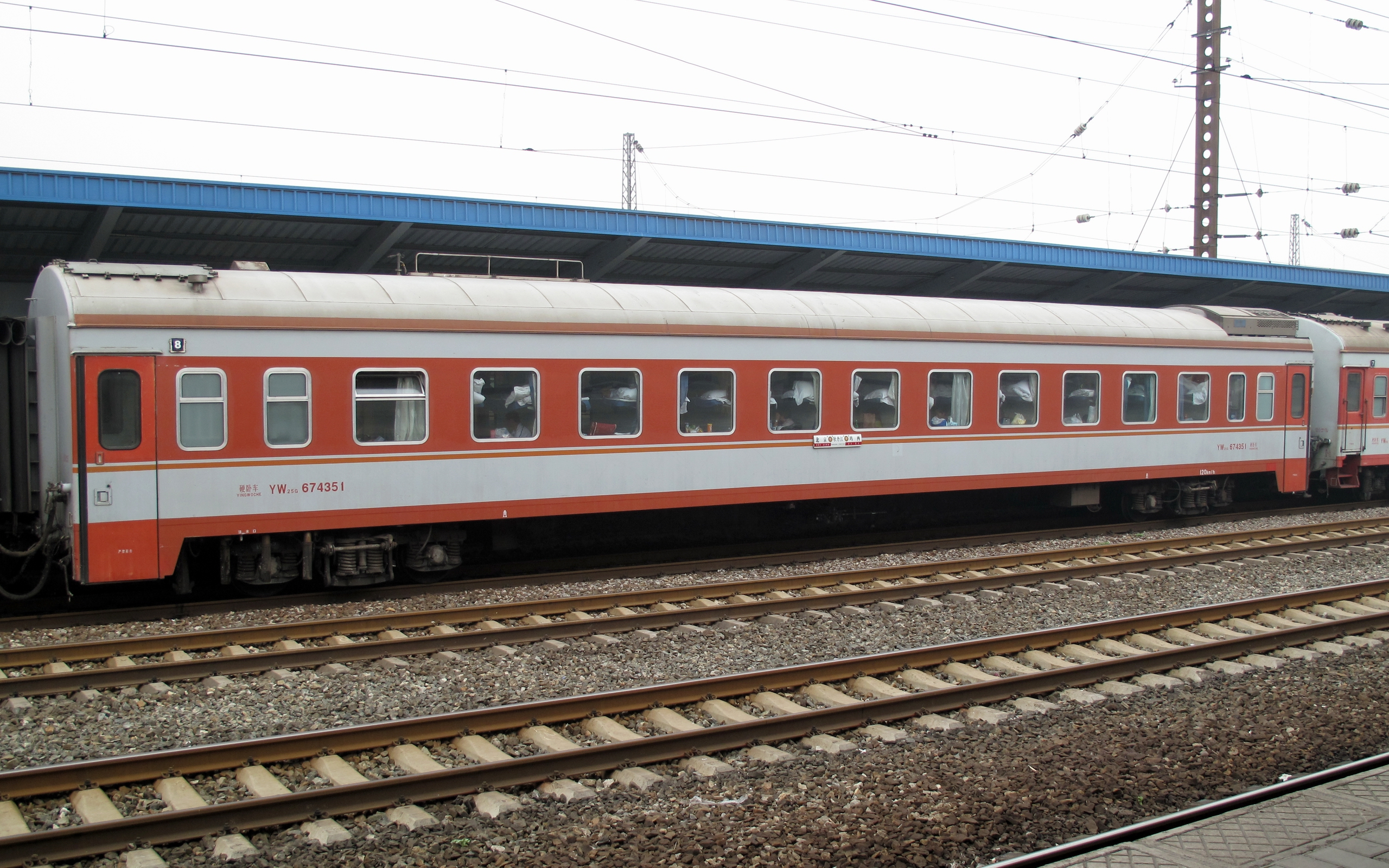
YW25G，第二代25G型客车，使用密閉式塞拉门和内翻式车窗
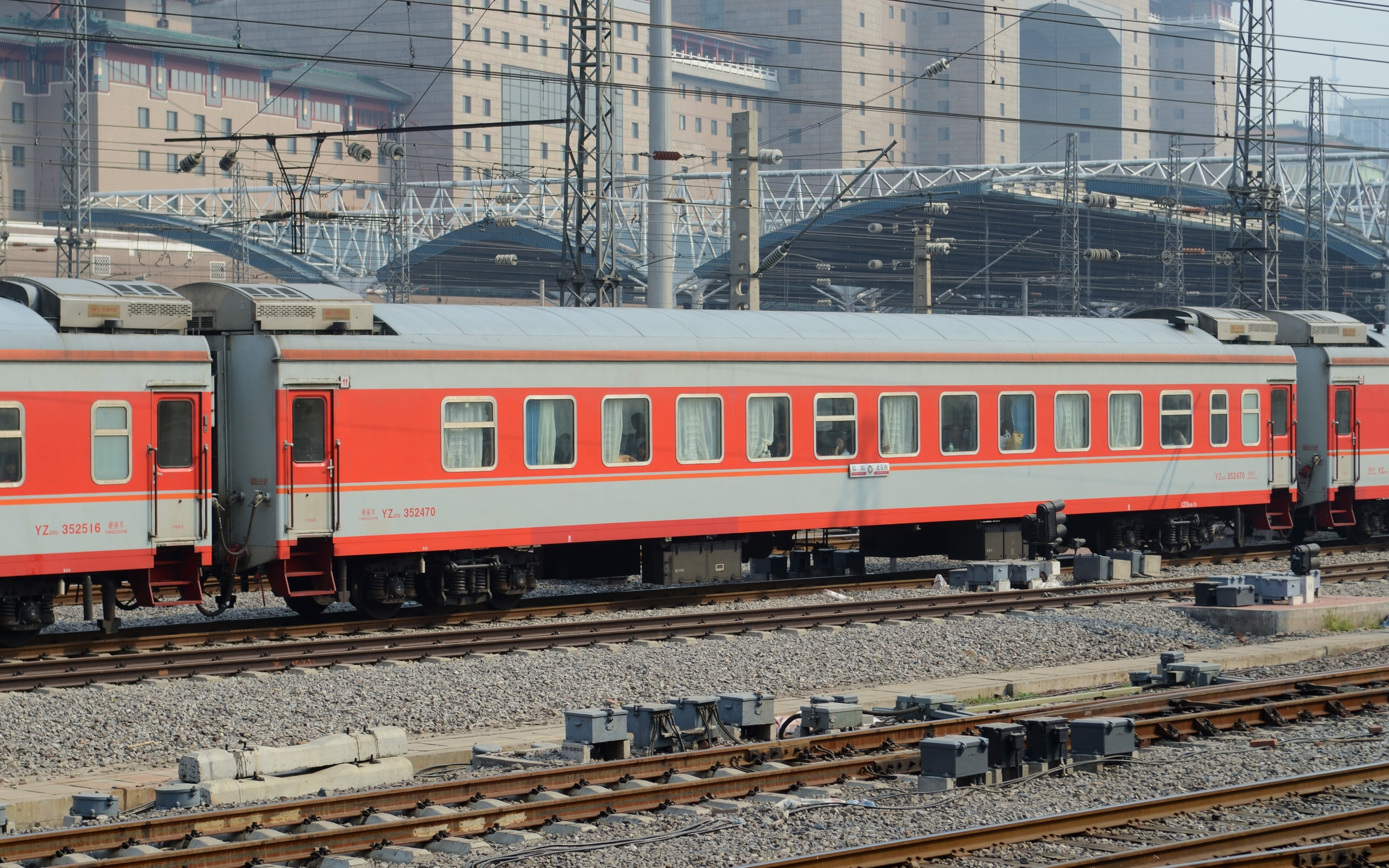
YZ25G直供电客车，第三代25G型客车，车门为折页门
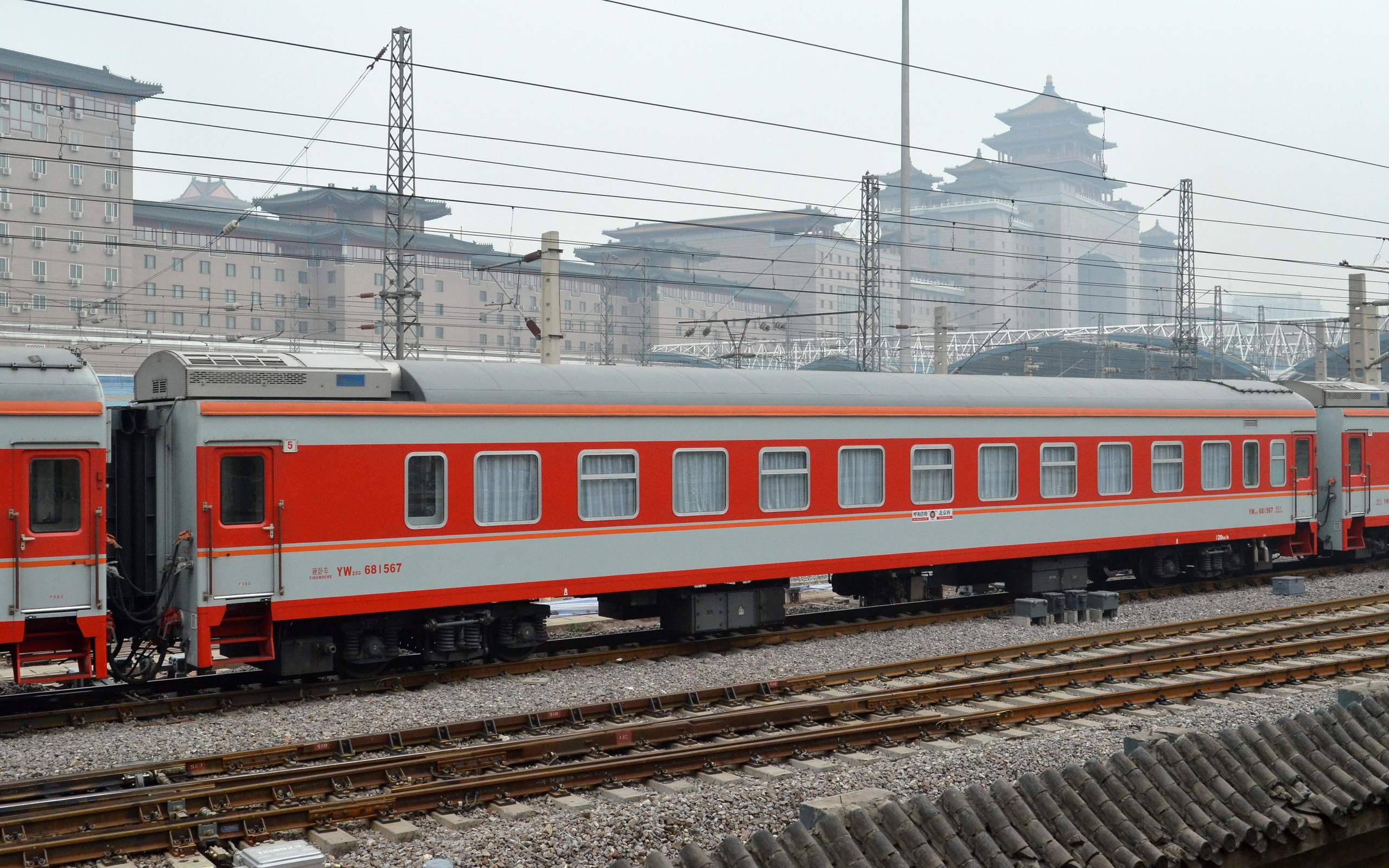
采用机车直供电技术的YW25G硬卧车，车门为折页门，内翻式车窗，橡胶风挡，带真空集便器

## 出口记录
- 2009年11月2日，南车南京浦镇车辆与中基新加坡私人有限公司在北京签订几内亚25G硬座车和发电车采购合同，几内亚采购19辆25G型硬座车和3辆25G型发电车。根据几内亚气候潮湿，降雨量大的特征，这批客车在设计中进行了一系列改进设计，用玻璃钢取代了列车墙板、顶板和间壁等用料。22辆25G型客车（19辆25G型硬座车和3辆25G型发电车）在2010年4月付运[16]。
- 2012年2月，南车集团向朝鲜出口一整列25G型客车。此次出口的列车运行于平壤—丹东—北京国际联运，以满足朝鲜国内需要。列车共计12节YW25G型硬卧车，定员分别为36人与66人。在朝鲜铁路系统中，这批客车被定型为一般卧铺30型客车（：／）。
- 2014年，它们开始在阿根廷使用[17]。
- 2016年开通的亚吉铁路所用客车同样是25G型客车，其涂装采用衣索匹亞國旗的主色调。
- 2017年开通的肯尼亚蒙内铁路定购了39辆25G客车，其中包括YZ25G硬座25辆、RZ25G软座7辆、25G行李车2辆、空调发电车3辆、CA25餐车2辆[18]。
- 2022年2月，老挝磨万铁路定购了15节25G客车。其中包括YZ25G硬座14节、RW25G软卧1节。定员分别为1664人。[19]

## 事故記錄
- 2004年8月31日上午7时8分，由沈阳铁路局沈阳机务段的韶山9型0003号机车牵引佳木斯站开往烟台站的1394次列车运行在京哈铁路上，列车使用25G型车体，18节编组，当列车运行到中固站11号道岔处时，因为道岔处于反位状态，导致机后5，7位车厢各有一位台车脱轨，所幸无人伤亡，事故造成京哈铁路上行正线中断行车3小时56分，构成旅客列车脱轨重大事故[20][21]。
- 2005年7月31日晚上19时52分，配属沈阳铁路局沈阳机务段的韶山9型0089号机车牵引25G型车体由西安站开往长春站的K127次列车，运行至京哈铁路的新城子站至新台子站间，因一处铁路信号电缆盒被盗，造成某区段信号机非正常显示，K127次列车的机车乘务员涉违章作业，未及时采取停车措施，盲目解锁监控装置，致使列车与前行的33219次货物列车发生追尾冲突，造成K127次列车机车及机车后第一辆行李车、第二辆硬卧车颠覆，第三至第五辆硬卧车脱轨，六人死亡[22][23][24]。事故后机车报废。
- 2005年11月17日0时50分，配属沈阳铁路局山海关机务段的韶山9型电力机车牵引配属北京铁路局天津车辆段的25G型客车由北京站开往丹东站的K27次列车运行在秦沈客运专线上，当列车运行到锦州南站至盘锦北站区间时，因机后第2位空调发电车后部燃油炉间着火，使用灭火器灭火无效后，检车乘务长使用紧急制动阀停车，造成秦沈客运专线下行线759号～761号工作支接触网烧断，工、非支承力索及非支接触线烧伤；车厢损毁1辆；并未造成人员伤亡。至当日5时10分区间开通，中断下行线行车4小时20分，构成旅客列车火灾大事故。事故原因为发电车乘务员未按规定检查设备，使发电车燃油炉输油管漏泄无法及时处理，导致事故的发生[25][26]。
- 2007年12月10日14时30分，大雾天气，京沪铁路黄土坡站到黄村站区间，某工区工长仝某，带领姚某，李某和张某进行桥下接触网设备测量和清雪作业，14时40分，张某在测量接触网参数时，被东风4D型内燃机车牵引的北京站到图们站的K215次列车 (25G型车体)撞飞，当场死亡[27]。
- 2009年6月29日，K9017次列车在京广铁路郴州站以南区段因与K9063次列车相撞，導致由SS8-0199號机车牽引的25G型列车第1-5卡车廂出軌並告损毀，肇事列车1-5卡共5辆客车损毀严重，事故后報廢[28]。詳見2009年京广铁路列车相撞事故。
- 2009年9月30日,中铁大桥局在津秦客运专线邻近津山铁路吊放钢筋笼施工中吊机倾斜导致钢筋笼侵入上行线，与北京铁路局天津机务段的东风4D型0243号机车牵引的25G型车体的1230次列车发生刮碰，事故造成0243号机车头部受损,机车乘务员在其前方100米左右采取了紧急停车措施但仍与其相撞，构成铁路一般C类事故[29]。
- 2010年5月23日，K859次列车在江西省境内沪昆铁路余江至东乡间（K699＋700米处）發生意外，導致由HXD3-0199號机车牽引的25G型列车第1、3-9卡车廂出軌，事故造成至少19人死亡，71人受伤。肇事列车第1、3-9卡共8辆客车破損報廢[30][31]。詳見2010年滬昆鐵路列車脫線事故。
- 2014年4月13日凌晨3时17分，由黑龙江黑河开往哈尔滨的K7034次旅客列车运行至绥北线海伦至东边井区间发生脱线事故，造成15名旅客受伤，紧急送医治疗。哈尔滨铁路局与当地公安、消防、安监、卫生等人员到现场救援。事故原因正在调查中。[32]
- 2020年4月12日下午2时29分，中国铁路沈阳局集团锦州机务段的东风4D型3037号机车，牵引由赤峰南开往山海关的K7384次旅客列车经由锦承铁路运行。当列车以50公里/小时的速度行驶至锦承上行线大营子线路所3号道岔处，机车及机后1～2位车辆脱轨并侵入锦承下行线，无人员伤亡，中断锦承下行线行车12小时28分钟、上行线行车14小时01分钟，构成铁路交通较大事故。事故直接原因是胀轨。事故地段于2019年12月24日在低温（-16.1℃）环境下进行无缝线路锁定，4月12日事故发生时当地气温为20.2℃、轨温37℃，锁定轨温和实际轨温差达53.1℃，设备管理单位未按规定针对气温回升情况及时实施应力放散，轨道发生胀轨，造成3号道岔尖轨与基本轨离缝，导致K7384次旅客列车运行至此发生脱轨[33]。